# Bratislava
Ne doit pas être confondu avec Bratslav (ville).
Bratislava (prononcé en slovaque : /ˈbracislaʋa/ ) est la principale ville et la capitale de la Slovaquie. Située dans le Sud-Ouest du pays, à proximité des frontières avec l'Autriche, la Hongrie et la Tchéquie d'une part et de la capitale autrichienne, Vienne, d'autre part.
Traversée par le Danube, elle abrite 475 503 habitants en 2020 (mais 666 000 environ selon les données des opérateurs de téléphonie mobile). L'extrémité occidentale des Carpates se trouve sur le territoire de la ville (Malé Karpaty, « Petites Carpates »).
Bratislava est le siège de la présidence, du parlement et du gouvernement slovaques, ainsi que de plusieurs universités, de nombreux musées, théâtres et autres institutions culturelles dont une célèbre philharmonie. Outre les Slovaques, la ville a aussi été habitée par d'autres communautés (Autrichiens, Hongrois, Juifs…).

## Toponymie
Avant 1919, la ville portait le nom de Požun en slovaque, tchèque, polonais et croate, Pozsony en hongrois et Pressburg ou Preßburg en allemand (francisé en Presbourg). Seuls les noms allemand et hongrois étaient officiels à l'époque austro-hongroise, mais cela ne signifie pas que le nom slovaque Požun serait tardif et moderne comme l'affirment des sources secondaires : seule la variante Prešporok, slovaquisation de Pressburg, est récente.
La forme Pressburg/Prešporok/Presbourg est probablement dérivée de *Predeslausburg ou « château de Predeslav », un knèze slave vers l'an 900 ; mais il y a d'autres hypothèses. Quoi qu'il en soit, c'est pour commémorer la lutte commune des Slovaques et des Tchèques pour leur émancipation, que la Première République tchécoslovaque a adopté en 1919 Bratislava proposée par Pavol Jozef Šafárik : en langue slovaque bratia-sláva signifie « vive la fraternité » ou « gloire à la fraternité » et évoque aussi la mémoire du duc Břetislav.
Presbourg est l'une des villes en -burg qui ont donné leur nom au Burgenland, région autrichienne limitrophe de la Hongrie et de la Slovaquie : le nom Burgenland a été créé au début des années 1920, avec la république d'Autriche. Le nom hongrois est Pozsony (officiel de 1867 à 1918) : le zs hongrois transcrit le son du j français, et ny se pronone gn.
Presbourg est la forme française du nom allemand Pressburg. Le français n'effectue plus ce type d'adaptation pour les toponymes nouvellement apparus, alors que sur Bratislava, le polonais a créé Bratysława et l'espéranto Bratislavo. Si Bratislava a prospéré en France durant l'entre-deux-guerres, c'est pour des raisons diplomatiques, pour ménager la Petite Entente francophile (Tchécoslovaquie, Yougoslavie et Roumanie), mais en français Presbourg n'est pas pour autant tombé dans l'oubli. Par ailleurs, en France, le nom Bratislava a aussi donné lieu à des moqueries, ne visant pas la ville mais utilisant son nom pour pasticher le kitsch de certaines troupes folkloriques ou militaires du bloc de l'Est,.
Bien que l'arrêté du 4 novembre 1993 ne donne pas d'appellation pour les habitants de Bratislava, le gentilé utilisé en français pour Bratislava est Bratislavien, Bratislavienne. Le Petit Larousse 2005 possède une entrée Presbourg qui renvoie à Bratislava et ne fournit pas d'appellation pour ses habitants.

## Géographie

### Situation

Carte de Bratislava.

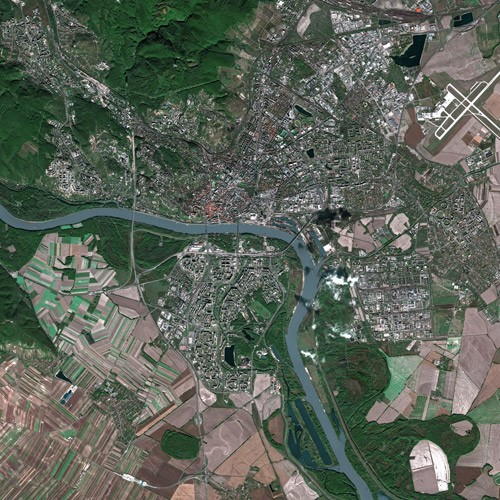
Bratislava vue par le satellite SPOT.

Bratislava est située au Sud-Ouest de la Slovaquie, dans la région de Bratislava. Sa situation aux frontières de l'Autriche à l'ouest et de la Hongrie au sud fait d'elle la seule région capitale frontalière de deux autres pays. Bratislava est située à 55 km à l'est de Vienne, à 161 km à l'ouest-nord-ouest de Budapest et à 291 km au sud-est de Prague, mais il n'y a que 60 km jusqu'à la frontière de la Tchéquie, 20 km jusqu'à la frontière avec la Hongrie et 7 km jusqu'à la frontière avec l'Autriche.
Le territoire de la ville compte 367,58 km2 : le plus étendue de Slovaquie après Vysoké Tatry. Le Danube traverse la ville de l'ouest au sud-est, depuis sa confluence avec la Morava au pied du château de Devín. La Morava limite la ville au nord-ouest. Le petit Danube se sépare en aval de la ville pour former Žitný ostrov (« île du seigle »), la plus grande île fluviale d'Europe. Une petite rivière, la Vydrica, rejoint le Danube au niveau du quartier de Karlova Ves.
L’altitude moyenne de Bratislava est de 140 m. L’extrémité occidentale des Carpates, principale chaîne de montagnes d’Europe centrale, se trouve sur le territoire de la ville : ce sont les Petites Carpates (slovaque : Malé Karpaty) où se trouve le point culminant de Devínska Kobyla à 514 m d’altitude ; le point le plus bas est le Danube à 126 m d’altitude moyenne (variant selon les crues et les étiages).

### Communes limitrophes
Bratislava jouxte dix communes de Slovaquie au nord et à l’est. Ville frontière, elle est également limitrophe de huit communes autrichiennes du Burgenland et d’une commune hongroise du comitat de Győr-Moson-Sopron.
| Marchegg (A)                                                          | Stupava Marianka Borinka | Svätý Jur                                    |
| Engelhartstetten (A) Hainburg an der Donau (A) Wolfsthal (A) Berg (A) | Bratislava.              | Ivanka pri Dunaji Most pri Bratislave        |
| Kittsee (A) Pama (A) Deutsch Jahrndorf (A)                            | Rajka (H)                | Dunajská Lužná Rovinka Kalinkovo Hamuliakovo |

### Climat
Bratislava est située dans la zone tempérée nord et est soumise à un climat continental avec quatre saisons distinctes. Il y fait souvent venteux avec des variations marquées entre un été chaud et un hiver froid et humide. La ville est l'une des plus chaudes et sèches de Slovaquie. Ces dernières années, les transitions entre l'hiver et l'été et entre l'été et l'hiver semblent avoir été plus rapides. Les épisodes neigeux sont moins fréquents que dans le passé. Certaines zones, en particulier Devín et Devínska Nová Ves sont vulnérables aux inondations du Danube et de la Morava. De nouvelles digues contre les inondations ont été construites sur les deux rives.
| Mois                              | jan. | fév. | mars | avril | mai | juin | jui. | août | sep. | oct. | nov. | déc. | année |
| --------------------------------- | ---- | ---- | ---- | ----- | --- | ---- | ---- | ---- | ---- | ---- | ---- | ---- | ----- |
| Température minimale moyenne (°C) | −3   | −2   | 1    | 5     | 10  | 13   | 15   | 14   | 11   | 6    | 1    | −1   | 6     |
| Température maximale moyenne (°C) | 2    | 5    | 11   | 16    | 22  | 24   | 27   | 27   | 22   | 15   | 8    | 4    | 15    |
| Ensoleillement (h)                | 70   | 108  | 152  | 221   | 274 | 283  | 271  | 263  | 182  | 134  | 70   | 54   | 2 082 |
| Précipitations (mm)               | 42   | 37   | 36   | 38    | 54  | 61   | 52   | 52   | 50   | 37   | 50   | 48   | 557   |

## Histoire

### De la Préhistoire à l'époque romaine

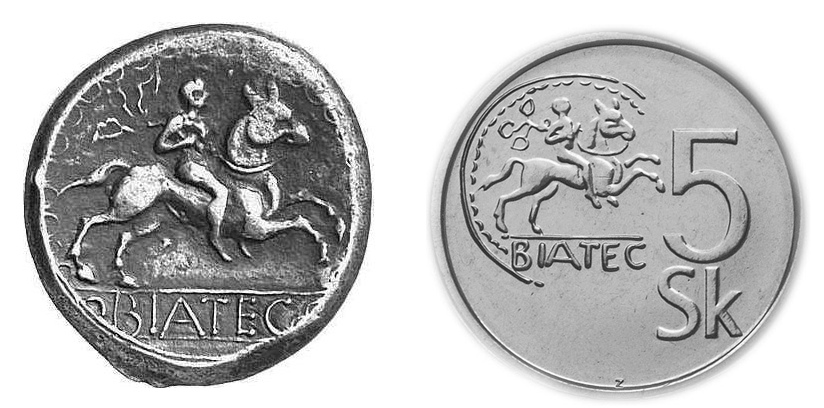
Monnaie originale Biatec et sa réplique moderne sur une pièce de 5 couronnes slovaques.

La première implantation sédentaire est contemporaine de la culture rubanée, durant le néolithique, environ 5000 ans av. J.-C. Vers 200 av. J.-C., les Celtes de la tribu des Boii élèvent un oppidum et émettent des pièces de monnaie d'argent nommées biatec.
C'était, dans l'antiquité, un gué estival du Danube ; en hiver on traversait le fleuve sur la glace car la ville était l'une des étapes de la route de l'ambre et du vin entre la région de la Baltique à l'Italie. La région tombe sous l'influence de l'Empire romain entre les Ier et IVe siècles et forme une partie des défenses frontalières de l'empire : le limes. Profitant du réchauffement climatique de ce temps, les Romains introduisent la viticulture dans la région, tradition viticole qui perdure jusqu'à nos jours.

### Période slave

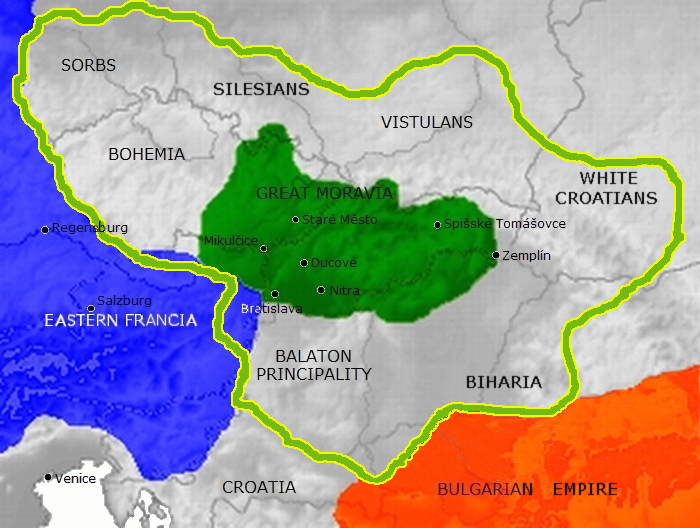
Extension maximale de la Grande Moravie au IXe siècle.

Après les Celtes et les Germains, les Slaves arrivent à leur tour entre le Ve siècle et le VIe siècle durant la période des grandes migrations qui provoque le retrait de l'Empire romain. Face aux assauts des Avars, peuple cavalier venu de la steppe eurasienne, les tribus slaves locales se rebellent et fondent la première entité politique slave connue, l'empire de Samo (623-658). Au IXe siècle, les châteaux de Bratislava (Predeslavhrad, Predeslausburg ou Brezalauspurc) et de Devín (Dowina) furent d'importants centres des principautés slaves de Nitra et de Grande Moravie même si leur appartenance au monde slave est contestée par l'historiographie hongroise,,,. La première trace écrite date de l'an 907 et fait allusion à une défaite des troupes bavaroises contre les Magyars près d’un lieu-dit « Brezalauspurc », bataille connectée à la chute de la Grande Moravie sous les attaques des Magyars, bien qu'elle fût déjà elle-même affaiblie de l'intérieur Néanmoins, la localisation exacte de la bataille reste inconnue et certains la placent à l'ouest du lac Balaton.

### Début de la période hongroise

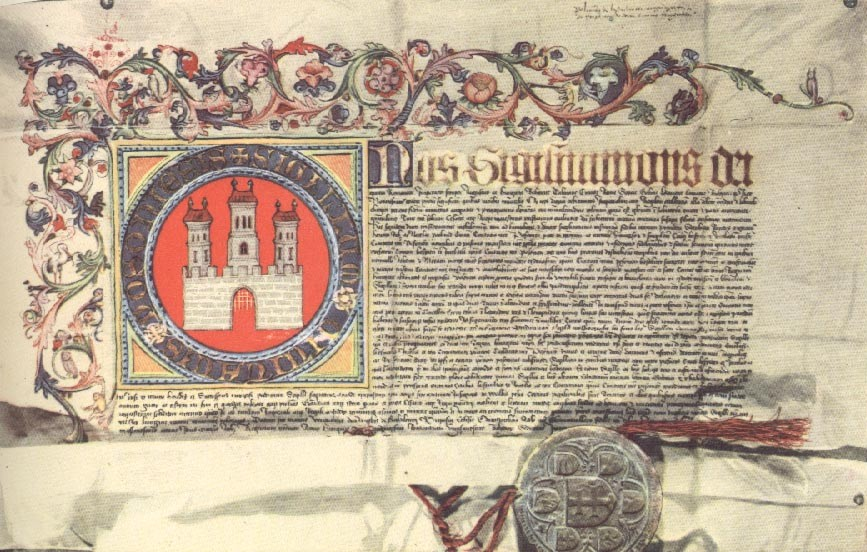
Armoiries de 1436.

Au Xe siècle, le territoire de Predeslavhrad (qui deviendra plus tard Požun ou Pozsony) intègre à partir de l'an 1000 le royaume de Hongrie. C'est alors un centre économique et administratif important à la frontière occidentale du royaume, ce qui apporte développement économique et statut politique, mais aussi de nombreuses attaques et batailles. Le roi André III de Hongrie lui octroie une charte de franchises. Elle fut déclarée ville royale en 1405 par le roi Sigismond Ier du Saint-Empire, également roi de Hongrie, qui attribue à la ville le droit d'avoir ses propres armoiries en 1436.

### Capitale de la Hongrie

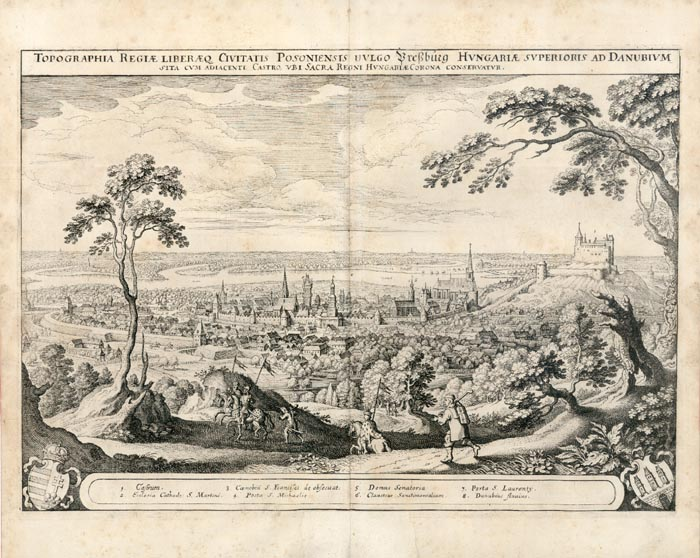
Presbourg au XVIIe siècle.

Après la défaite de Mohács en 1526, le royaume de Hongrie est partagé : alors que le centre avec Budapest est conquis par l'Empire ottoman et que la principauté de Transylvanie, à l'est, devient le royaume de Hongrie orientale gouverné par les princes hongrois locaux, l'ouest et le nord du royaume, actuelle Slovaquie incluse, forment le royaume de Hongrie occidentale, gouverné par les Habsbourg et dont la capitale est, depuis 1536, Požun ou Pozsony. La menace, cette fois, vient du sud-est : l'armée ottomane assiège la ville, mais ne la prend pas, car les Turcs se concentrent sur Vienne. Pozsony devient le lieu de couronnement et le siège des rois et des archevêques (1543), de la noblesse et de l'administration. Entre 1536 et 1830, les rois et reines de Hongrie furent couronnés en la cathédrale Saint-Martin. Le XVIIe siècle est marqué par les révoltes anti-Habsbourg de la noblesse hongroise, les guerres contre les Ottomans, des inondations, une épidémie de peste et d'autres désastres.

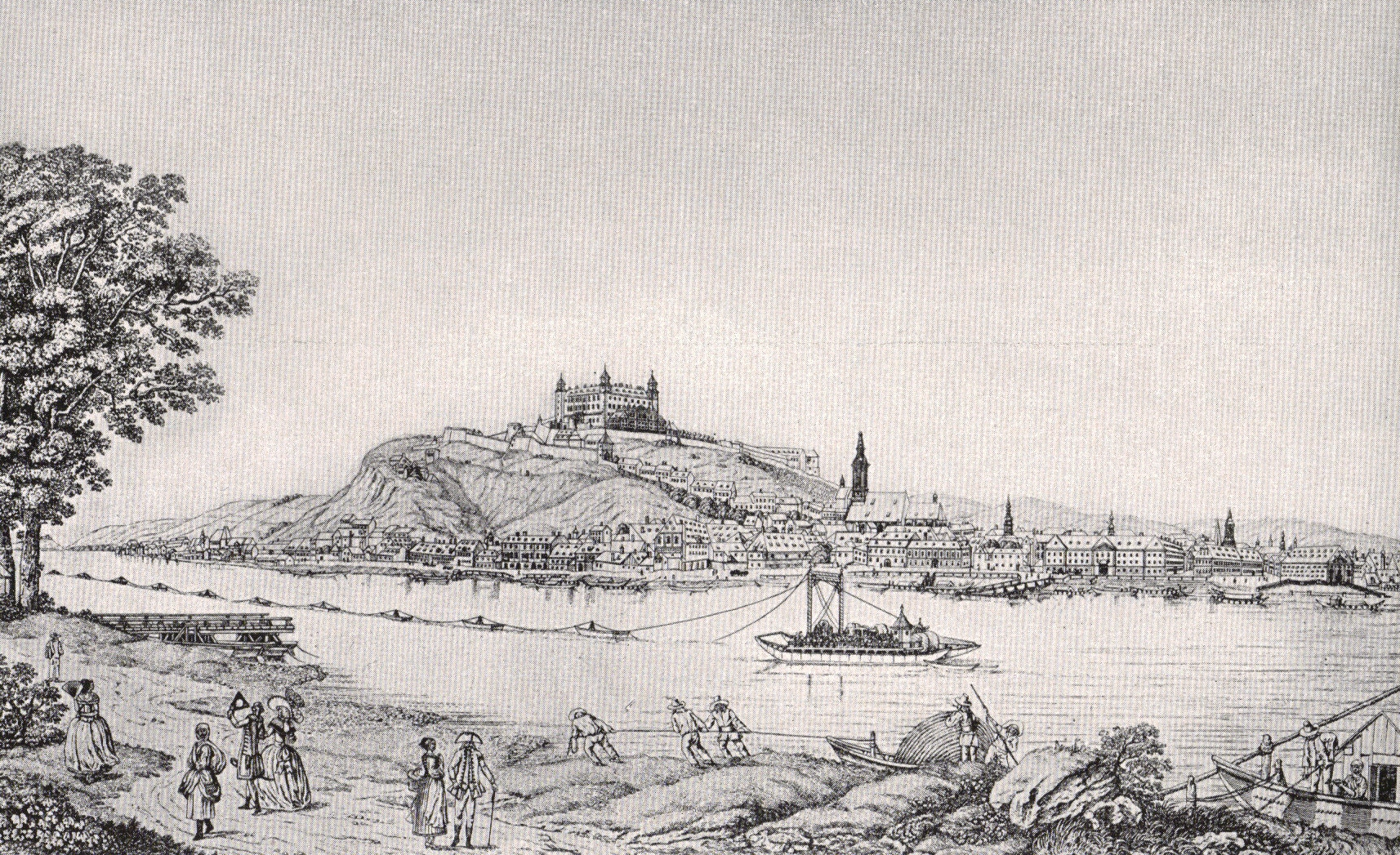
Presbourg sur un dessin de 1787.

La ville prospère au XVIIIe siècle sous le règne de la reine Marie-Thérèse, devenant la plus grande ville de Hongrie. La population triple ; de nombreux palais, monastères, manoirs et rues sont construits, la ville étant le centre culturel et social de la région. Budapest libérée des Turcs ayant retrouvé son statut de capitale de la Hongrie au sein de l'empire d'Autriche, Pozsony décline sous le règne de Joseph II, spécialement lorsque la couronne de Hongrie est transférée à Vienne en 1783. Les premiers journaux en hongrois et en slovaque y ont été imprimés : il s'agit respectivement de Magyar hírmondó en 1780 et Presspurske Nowiny en 1783.

### XIXesiècle

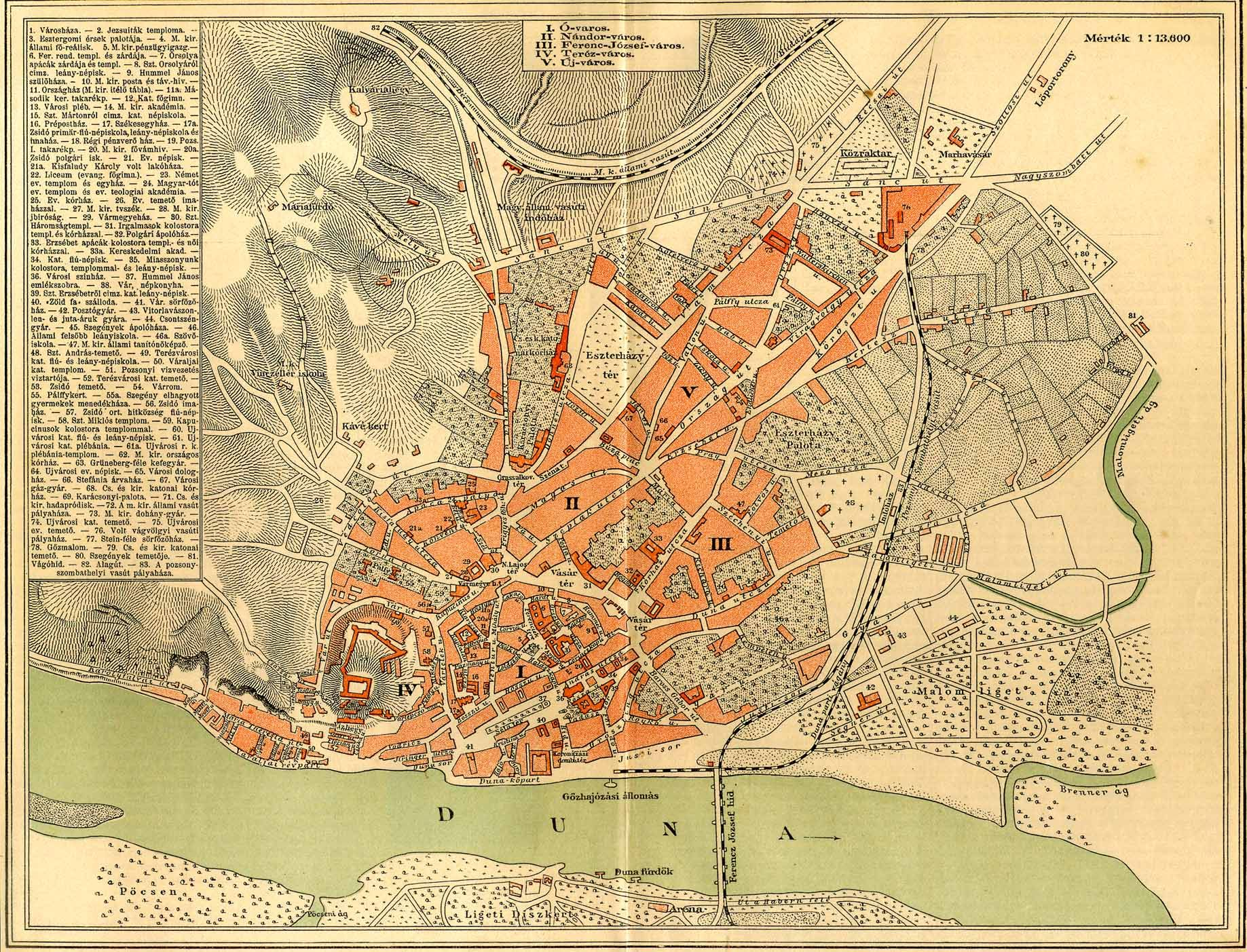
Carte de Bratislava de 1895.

La paix de Presbourg entre l'Autriche et la France fut signée dans la ville en 1805. En 1809, l'armée napoléonienne détruit le château de Devín. On fonde l'Académie hongroise des sciences grâce à une donation d'István Széchenyi. L'autonomie de la noblesse hongroise au sein de l'empire d'Autriche augmente : la diète hongroise proclame le hongrois à Presbourg langue officielle en 1843 pour la législation, l'administration et l'éducation publique. Lors de la révolution hongroise de 1848, la ville choisit le camp des insurgés. Confronté à la révolution, Ferdinand V signe au palais primatial de Presbourg les lois du 11 avril 1848 qui incluent l'abolition du servage. Les troupes impériales reprennent la ville en décembre 1848. Le développement industriel du XIXe siècle permet la mise en place, en 1840, du premier chemin de fer hippomobile du royaume de Hongrie, construit entre Presbourg et Sankt Georgen. Une nouvelle ligne pour Vienne, cette fois à vapeur, est ouverte en 1848 et la ligne pour Pest en 1850. De nombreuses nouvelles institutions sont fondées, par exemple la plus ancienne banque toujours en activité actuellement en Slovaquie, fondée en 1842. La ville construit son premier pont permanent sur le Danube, le Starý most (« vieux pont ») en 1891.

### Première République tchécoslovaque

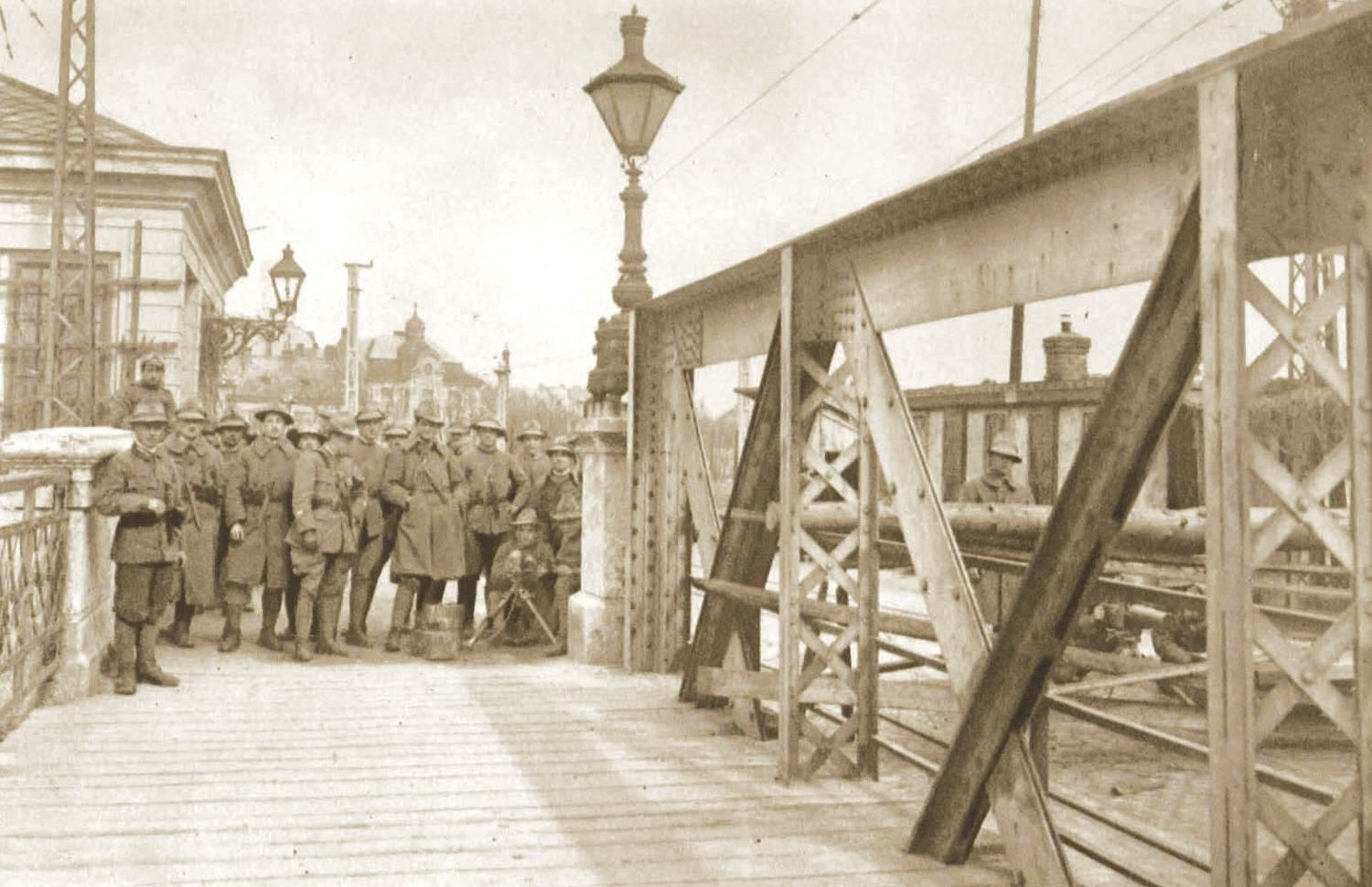
Gardes tchécoslovaques sur le pont de Bratislava en 1919.

Avant la Première Guerre mondiale, la ville était habitée à 42 % d'Allemands, à 41 % de Hongrois et à 15 % de Slovaques selon le recensement de 1910. À la fondation de la Tchécoslovaquie le 28 octobre 1918, Požun fut incorporée dans le nouvel État. La population dominante hongroise et allemande déclara Pressburg/Pozsony « ville libre », réclamant un plébiscite en vue de rejoindre soit la République d'Autriche allemande, soit la République démocratique hongroise, mais surtout pas la Tchécoslovaquie. Cependant, les légions tchécoslovaques occupèrent toute la ville le 1er janvier 1919 et elle devint le siège des institutions politiques slovaques. Le 12 février 1919, la population allemande et hongroise manifeste contre le nouvel État, les forces de l'ordre tchécoslovaques ouvrent le feu près du marché couvert et on déplore plusieurs morts. Le 27 mars 1919, le nom Bratislava est adopté. En 1930, au recensement tchécoslovaque, les Hongrois ne représentent plus que 15,8 % de la population.

### Capitale de la Slovaquie

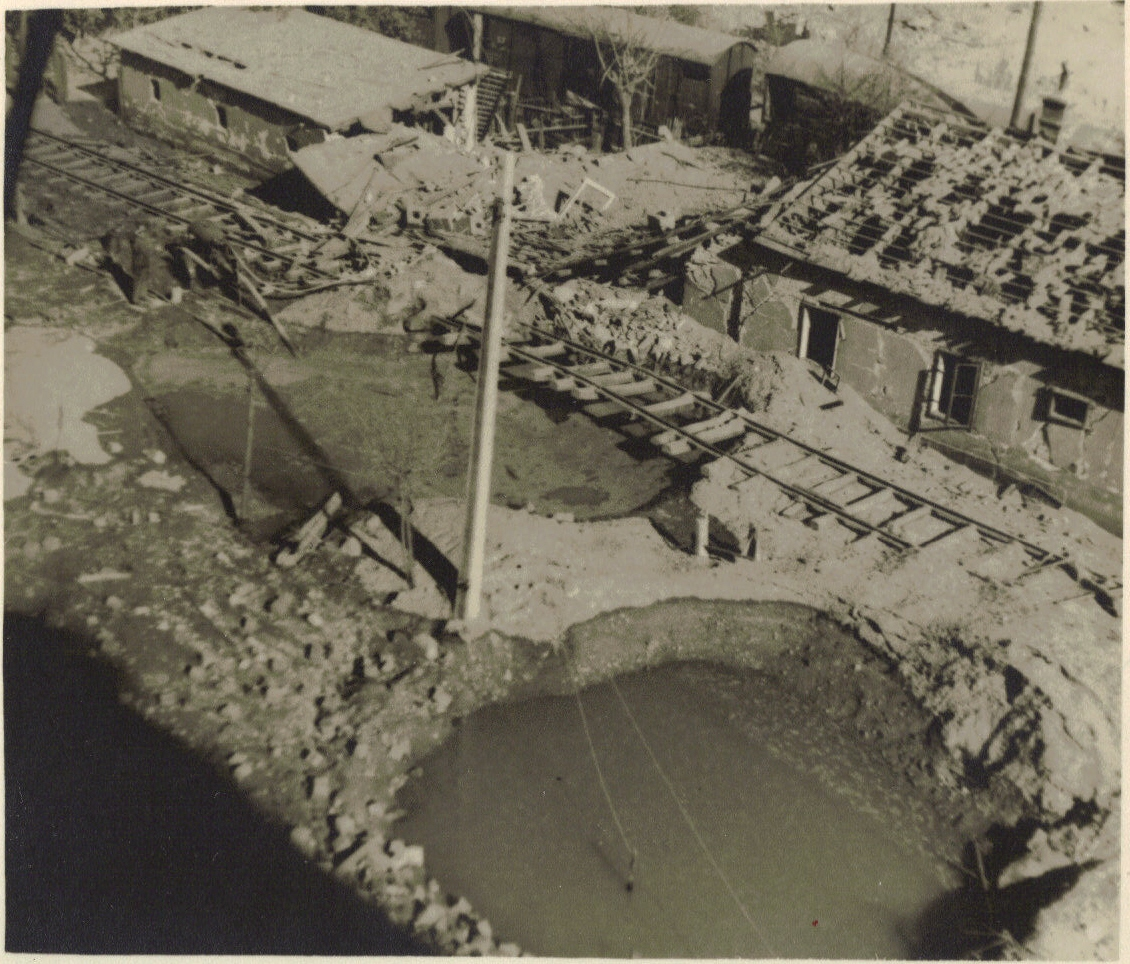
Destructions par les bombardements alliés à la raffinerie de pétrole Apollo en septembre 1944.

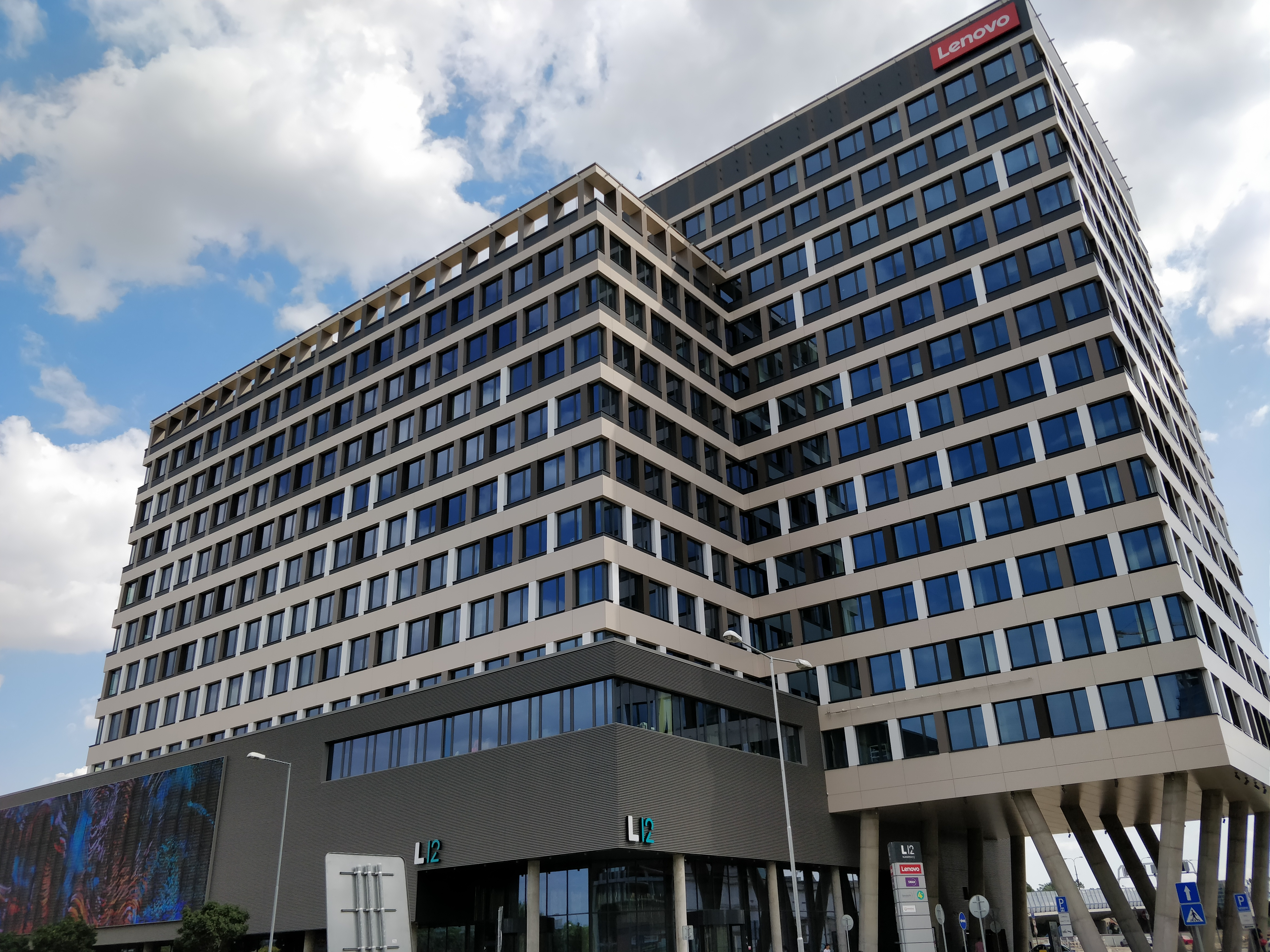
Siège de l'Autorité européenne du travail.

En 1938, l'Allemagne nazie annexe l'Autriche et les habitants allemands réclament aussi leur rattachement au Troisième Reich, mais celui-ci a d'autres plans, qui se concrétisent à la suite des accords de Munich et des arbitrages de Vienne : les quartiers de Devín et de Petržalka rejoignent le Reich ; les villages voisins de Jarovce, Rusovce et Čunovo vont à la Hongrie, ; le reste de Bratislava devient capitale de la première République slovaque le 14 mars 1939, le nouvel État satellite se trouvant dans la sphère d'influence allemande. En 1941–1942 et 1944–1945, le gouvernement slovaque déporte la majorité des quinze mille juifs de Bratislava, dont la plupart seront déportés dans les camps d'extermination nazis en Pologne occupée. La ville fut bombardée par les Alliés et occupée par les troupes allemandes en 1944. Elle fut prise par l'Armée rouge le 4 avril 1945 lors de l'offensive Bratislava-Brno. À la fin de la Seconde Guerre mondiale, Bratislava, comme toute la Slovaquie, réintègre la Tchécoslovaquie le 5 mai 1945, ce qui sera officialisé au traité de paix de Paris en 1947. Après la prise de pouvoir des communistes en Tchécoslovaquie en février 1948, la ville fait partie du bloc de l'Est. Elle ne compte plus alors que très peu d'habitants allemands ou hongrois, mais accueille de nombreux slovaques évacués par l'URSS de Ruthénie subcarpathique, un territoire oriental à majorité ukrainienne, que la Tchécoslovaquie cède à l'URSS le 29 juin 1945. Les Allemands presbourgeois (communistes et résistants antinazis exceptés) sont évacués par les autorités allemandes, ayant perdu tous leurs biens, confisqués par les décrets Beneš.
Concernant les hongrois presbourgeois, les communistes locaux soutenus par l'Armée rouge et par le NKVD ne font pas dans le détail : 90 % de la population magyare de Bratislava est déportée dans les camps de Petržalka qui servent de centre de tri : selon l'attitude des intéressés pendant la guerre, certains sont simplement expulsés vers la Hongrie après avoir été dépouillés de leurs biens, tandis que d'autres, accusés d'avoir été fascistes, partent beaucoup plus loin, notamment vers le nord-est de l'URSS ; certains Hongrois sont assassinés sur place,.
Après la guerre, la municipalité s'agrandit de nouveaux territoires et accroît de manière significative sa population qui atteint 90 % de Slovaques. De larges quartiers résidentiels, typiques des pays communistes, alignent des tours préfabriquées appelées panelaks (« en panneaux »), en particulier dans le quartier de Petržalka. Le gouvernement communiste fait également construire des monuments grandioses comme le pont Nový Most et le bâtiment de radio Slovaquie parfois aux dépens du paysage urbain du centre historique, qui, cependant, est relativement épargné, contrairement à ce qui s'est passé dans d'autres pays du bloc de l'Est.
En 1968, après l'écrasement du « printemps de Prague » qui tentait d'instaurer le socialisme à visage humain proposé par le slovaque Alexander Dubček, Bratislava est occupée par les troupes du Pacte de Varsovie. Peu après, la ville devient la capitale de la République socialiste slovaque, l'un des deux États de la Tchécoslovaquie fédéralisée. En 1988, les opposants au régime anticipent la chute du communisme en organisant une manifestation aux bougies et, en novembre 1989, la ville devient un des centres de la contestation lors de la « révolution de velours ».
Le 1er janvier 1993, Bratislava devient la capitale de la nouvelle République slovaque à la suite de la dissolution de la fédération Tchécoslovaque, surnommée « divorce de velours ».

### Chronologie

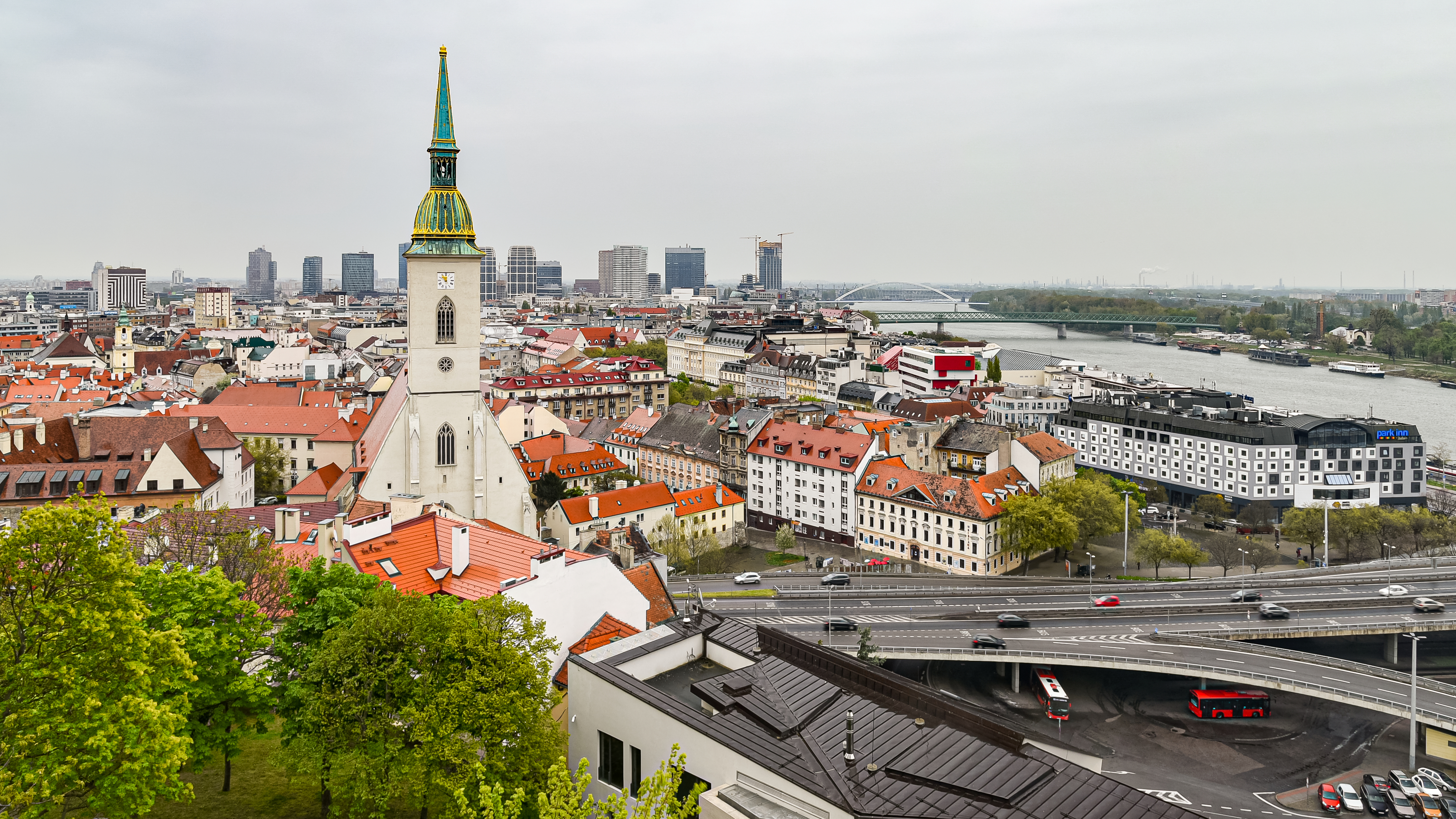
Bratislava

- Paléolithique : coups-de-poing et d'autres outils de pierre du Homo erectus (environ 450 000 et 300 000 av. J.-C.) et de l'homme de Néanderthal
- Néolithique : habitations permanentes (Culture rubanée)
- 400 - 50 av. J.-C. : Celtes.
- À partir de 125 av. J.-C. Oppidum (enceinte fortifiée) celtique important avec frappe de monnaies.
- Ier siècle - Ve siècle : la frontière de l'Empire romain (Limes Romanus) se trouve rive droite (sud) du Danube : on y trouve beaucoup d'habitations romaines (par ex. « Gerulata ») qui sont d'ailleurs les seules traces archéologiques romaines en Slovaquie. On trouve aussi, rive gauche, des habitations celtiques puis germaniques.
- Vers 500 : arrivée des Slaves.
- 623-658 : Bratislava, alors Požun, fait partie de l'empire de Samo.
- 833-907 : Požun fait partie de la Grande Moravie.
- 907 : la ville est prise par les Magyars.
- XIIe siècle : elle est intégrée à leur royaume sous le nom hongrois de Pozsony.
- 1536-1784 : capitale de la Hongrie royale (comprenant alors la Slovaquie actuelle et des parties de la Hongrie de l'Ouest actuelle, tandis que l'Empire ottoman avait annexé la majeure partie de la Hongrie à l'époque) ; la Hongrie royale faisait partie de la monarchie des Habsbourg (c'est-à-dire de la monarchie autrichienne) de 1526 à 1918, sous le nom allemand de Preßburg (Prešporok en slovaque).
- 1542-1848 : Požun / Prešporok / Pozsony est le siège de la diète hongroise.
- 1563-1830 : couronnement des rois Habsbourg de Hongrie en la cathédrale Saint-Martin.
- 1805 : paix de Presbourg entre l'Autriche et la France après la bataille d'Austerlitz.
- 1919 Požun fait partie de la Tchécoslovaquie et reçoit le nom de Bratislava.
- 1939-1945 : capitale de la Slovaquie « indépendante » mais inféodée au Troisième Reich.
- 1969-1992 : capitale de la « République socialiste slovaque », partie de la Tchécoslovaquie.
- 1972-1985 : construction des nouveaux quartiers dans le « style stalinien » sur la rive droite du Danube (panelaks de Petržalka).
- 1993 : capitale de la Slovaquie indépendante.

## Division territoriale

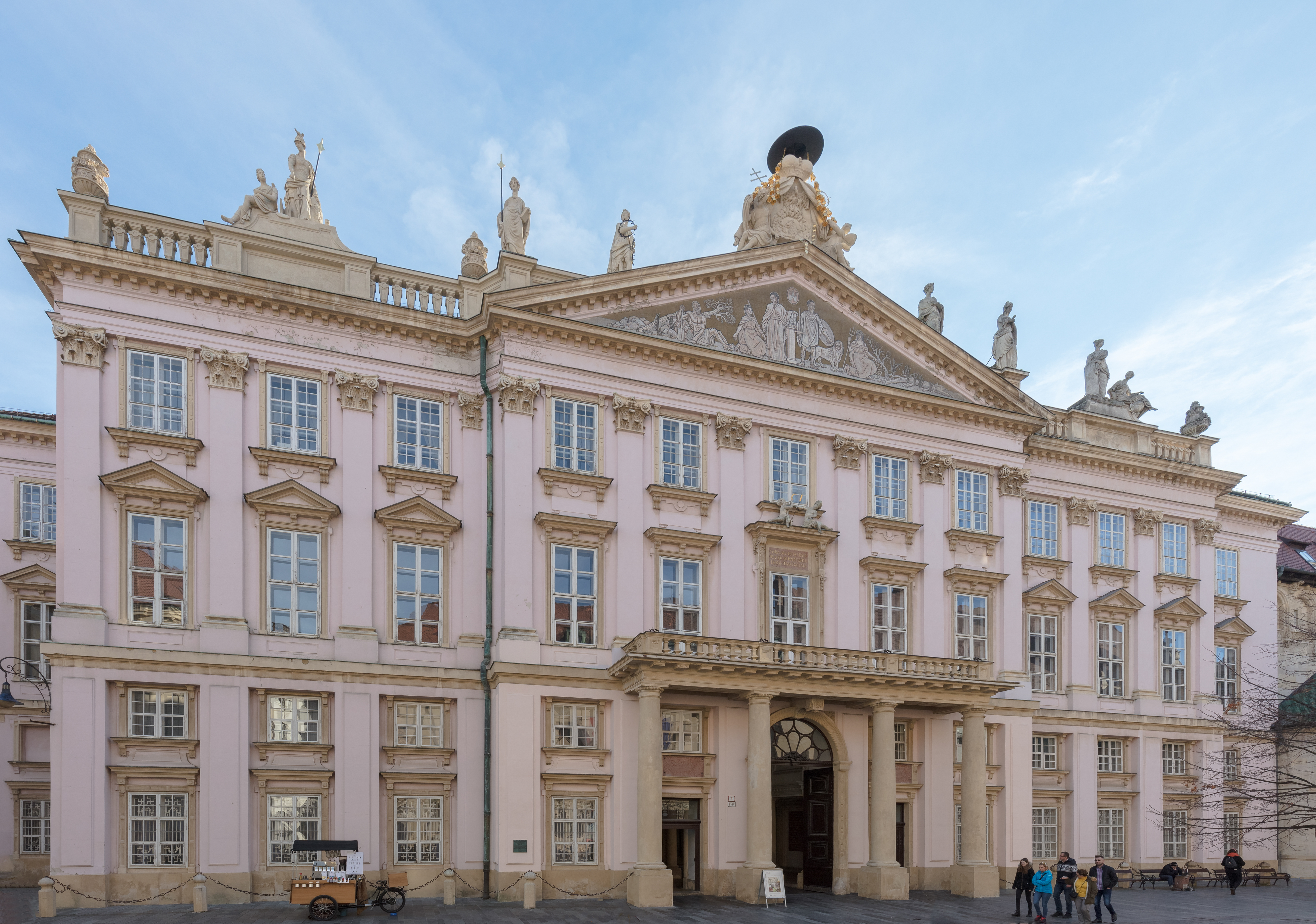
Le palais primatial.

Le conseil communal est composé de 45 membres élus pour 4 ans au suffrage uninominal majoritaire à un tour. À sa tête, le maire qui porte le titre de Primator est élu au suffrage universel direct en un tour. Le primator actuel est Matúš Vallo qui a été élu pour un premier mandat le 10 novembre 2018.
Pour des besoins administratifs nationaux, la ville est divisée en 5 districts numérotés de I à V. Ces districts sont eux-mêmes divisés en 17 quartiers pour les besoins administratifs locaux. Ils sont administrés par un Starosta entouré d'un conseil dont le nombre de membres varie en fonction du nombre d'habitants du quartier concerné.
La division la plus petite sont les territoires cadastraux identiques aux quartiers à l'exception de Nové Mesto découpé en Nové Mesto et Vinohrady, Ružinov découpé en Ružinov, Nivy et Trnávka.
Le tableau ci-dessous reprend les quartiers par district :
|              | Divisions territoriales de Bratislava (districts et quartiers) |                |                   |              |
| Bratislava I | Bratislava II                                                  | Bratislava III | Bratislava IV     | Bratislava V |
| Staré Mesto  | Ružinov                                                        | Nové Mesto     | Karlova Ves       | Petržalka    |
|              | Vrakuňa                                                        | Rača           | Dúbravka          | Jarovce      |
|              | Podunajské Biskupice                                           | Vajnory        | Lamač             | Rusovce      |
|              |                                                                |                | Devín             | Čunovo       |
|              |                                                                |                | Devínska Nová Ves |              |
|              |                                                                |                | Záhorská Bystrica |              |

## Population
| Année:               | 1994.   | 2004.   | 2014.   | 2024.    |
| -------------------- | ------- | ------- | ------- | -------- |
| Nombre de personnes: | 450 776 | 425 155 | 419 678 | 479 389  |
| Différence:          |         | -5,68 % | -1,28 % | +14,22 % |

| Année:               | 2023.   | 2024.   |
| -------------------- | ------- | ------- |
| Nombre de personnes: | 478 040 | 479 389 |
| Différence:          |         | +0,28 % |

Depuis les origines de la ville jusqu'au XIXe siècle, les Allemands étaient le groupe ethnique dominant. Cependant, après le compromis austro-hongrois de 1867, un processus de magyarisation se mit en place de sorte que, à la fin de la Première Guerre mondiale, 40 % de la population se déclarait de langue hongroise, 42 % allemande et 15 % slovaque. Après la création de la Tchécoslovaquie en 1918, Bratislava est restée une ville multi-ethnique mais avec une tendance démographique différente due à une politique de slovaquisation. Cette ville multiculturelle, cosmopolite et multiethnique est composée de Slovaques, d'une très importante minorité hongroise, d'une communauté rome nombreuse. Parmi les autres minorités, il y a des Chinois, des Vietnamiens, des Roumains, des Allemands, des Ukrainiens et des Turcs.
Le graphe ci-dessous présente l'évolution de la population de 1400 à 2010 (en milliers).

## Architecture et paysage urbain

Panorama de Bratislava en hiver.

Le paysage urbain de Bratislava est caractérisé par des tours médiévales et d'imposantes constructions du XXe siècle mais un boom de la construction au début du XXIe siècle est en train d'opérer des changements profonds. Les démolitions d'anciens immeubles présentant un grand intérêt de style baroque classique se sont multipliées depuis 2000. Beaucoup d'immeubles modernes continuent de pousser comme des champignons dans le centre historique de la ville, en profonde transformation. Les démolitions et les reconstructions d'immeubles modernes se poursuivent actuellement. Les quartiers périphériques de Bratislava restent très marqués par les grands ensembles de l'ère communiste, qui aujourd'hui encore concentrent 70 % de la population totale de la ville.

Panorama de Bratislava en hiver.

## Culture

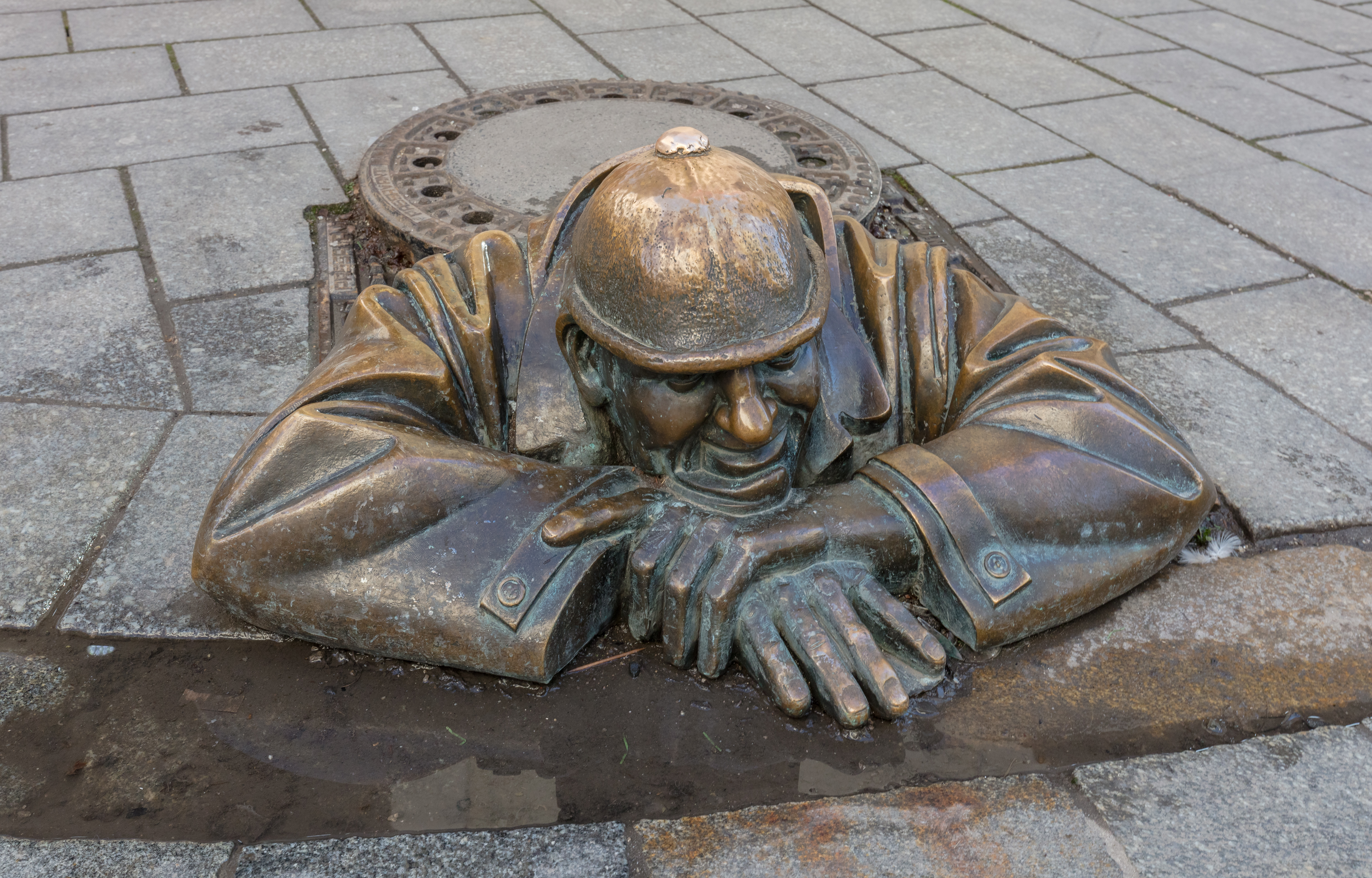
Čumil, statue de l'homme au travail à Bratislava. Statue de bronze, une des attractions du centre ville, pour animer les zones piétonnes. Février 2020.

### Musées et lieux culturels

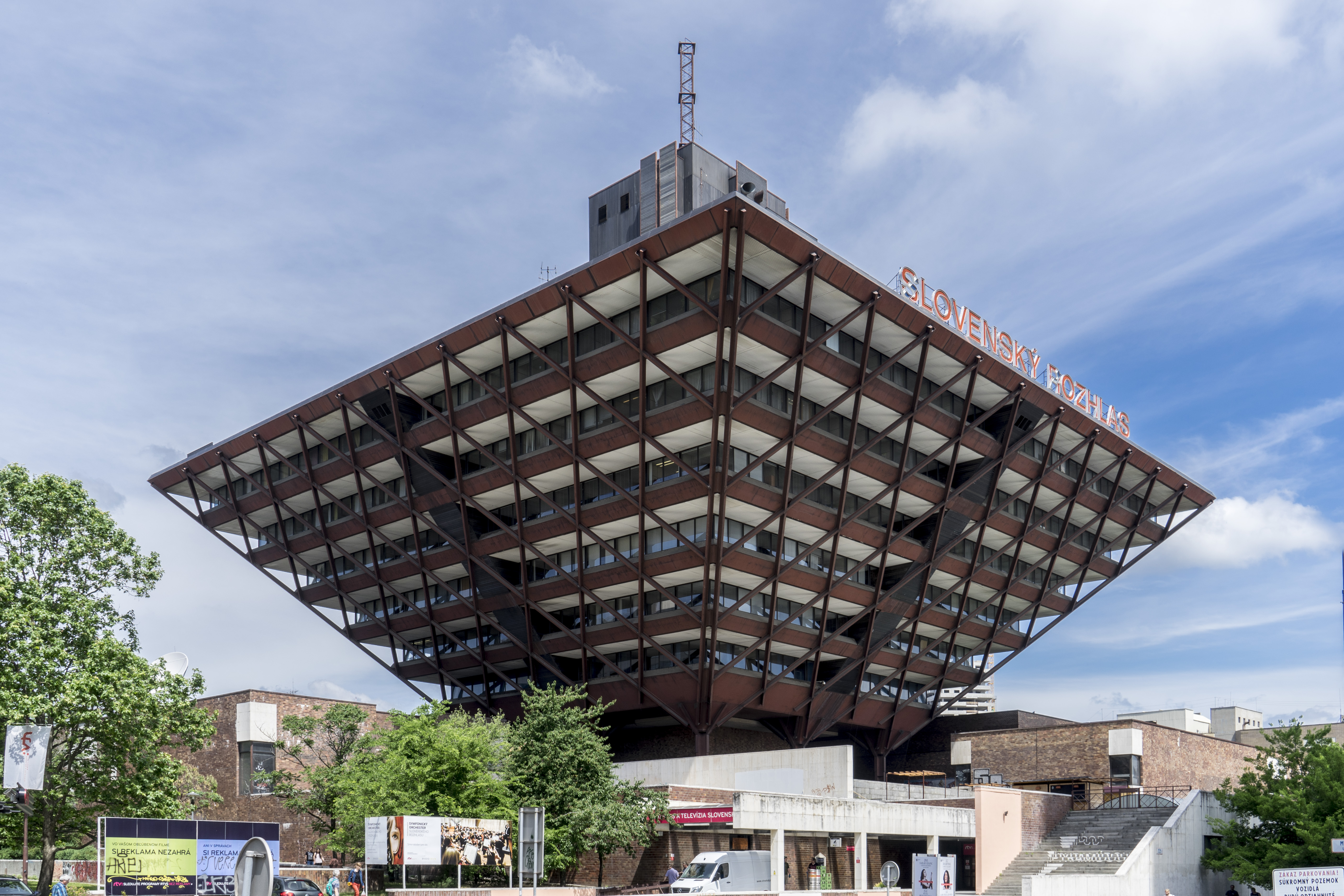
Siège de la radio slovaque.

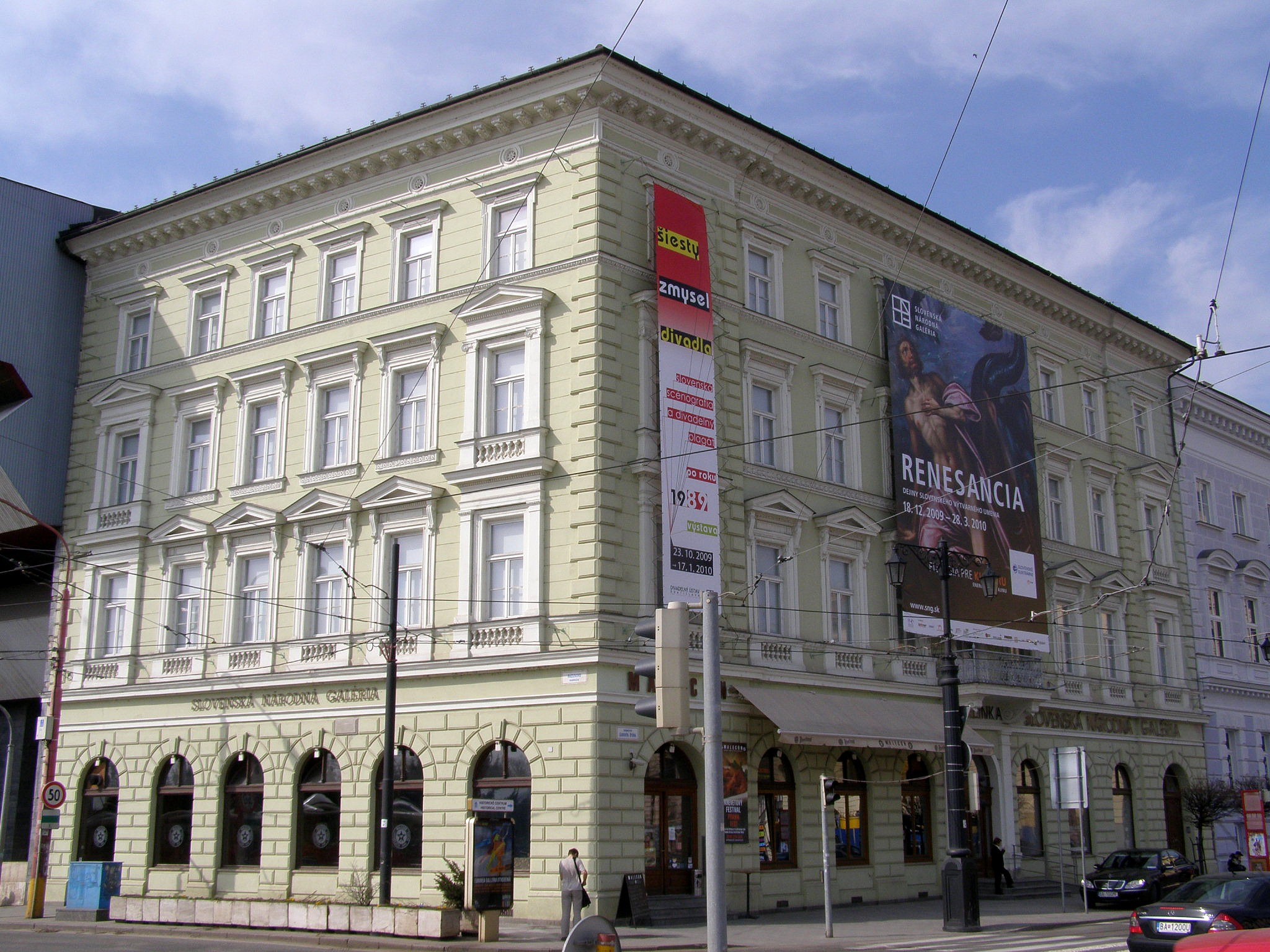
Galerie nationale slovaque.

Bratislava est le cœur culturel de la Slovaquie. Du fait de son caractère historique multi-culturel lié à la présence de groupes ethniques allemand, hongrois, slovaque et juif, la ville comprend de nombreux théâtres, musées, galeries, salles de concert et de cinéma.
- Théâtre national slovaque.
- Orchestre philharmonique slovaque.
- Musée national slovaque.
- Galerie nationale slovaque.
- Musée d'histoire naturelle, avec deux millions d'objets exposés, est l'un des plus riches d'Europe.
- Palais Mirbach, construit en 1768 par un brasseur et rénové en 1975, abrite des œuvres baroques des XVIIe et XVIIIe siècles dans un fascinant décor rococo.
- Musée de l'Horlogerie permet, quant à lui, de découvrir une superbe collection de cadrans solaires portatifs, d'horloges et de goussets ouvragés, réalisés par les maîtres de la ville au temps de l'Empire austro-hongrois.
- Musée de la culture juive de Bratislava.

### Biennales et festivals

#### Le Festival international du film de Bratislava (IFF)
Le Festival international du film de Bratislava (IFF), créé en 1999.

#### La Biennale d'illustration de Bratislava (BIB)
La ville organise depuis 1967 la Biennale d'illustration de Bratislava (BIB), biennale internationale qui délivre les prix parmi les plus renommés pour les illustrateurs de livres pour la jeunesse. Les prix sont le Grand Prix BIB, la Pomme d'Or de Bratislava, la Plaque d'Or de Bratislava. Le jury est international, composé de personnes appartenant au monde de la culture.

#### La Biennale d'animation de Bratislava (BAB)
Depuis 1991 se déroule la Biennale d'animation de Bratislava (BAB) ou Festival international de films d'animation pour enfants, biennale internationale qui rassemble et récompense des réalisateurs de films d'animation pour les enfants.

## Tourisme

### Infrastructure
Bratislava a accueilli en 2006 près de 700 000 visiteurs, le nombre exact de ceux n’y passant que pour la journée étant mal connu. Un facteur déterminant du succès touristique de Bratislava a été le lancement, en 2001, de la compagnie aérienne à bas coût Sky Europe qui a fait de l’aéroport de la ville son hub. La compagnie n'existe plus depuis 2009.

### Édifices

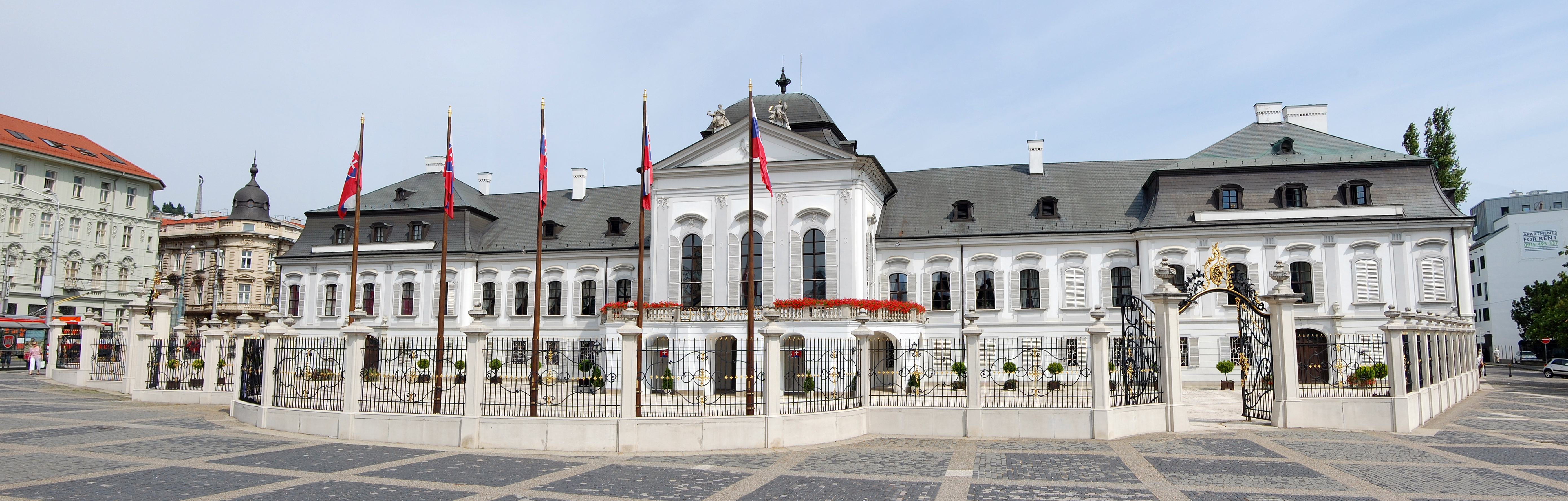
Le palais Grassalkovitch.

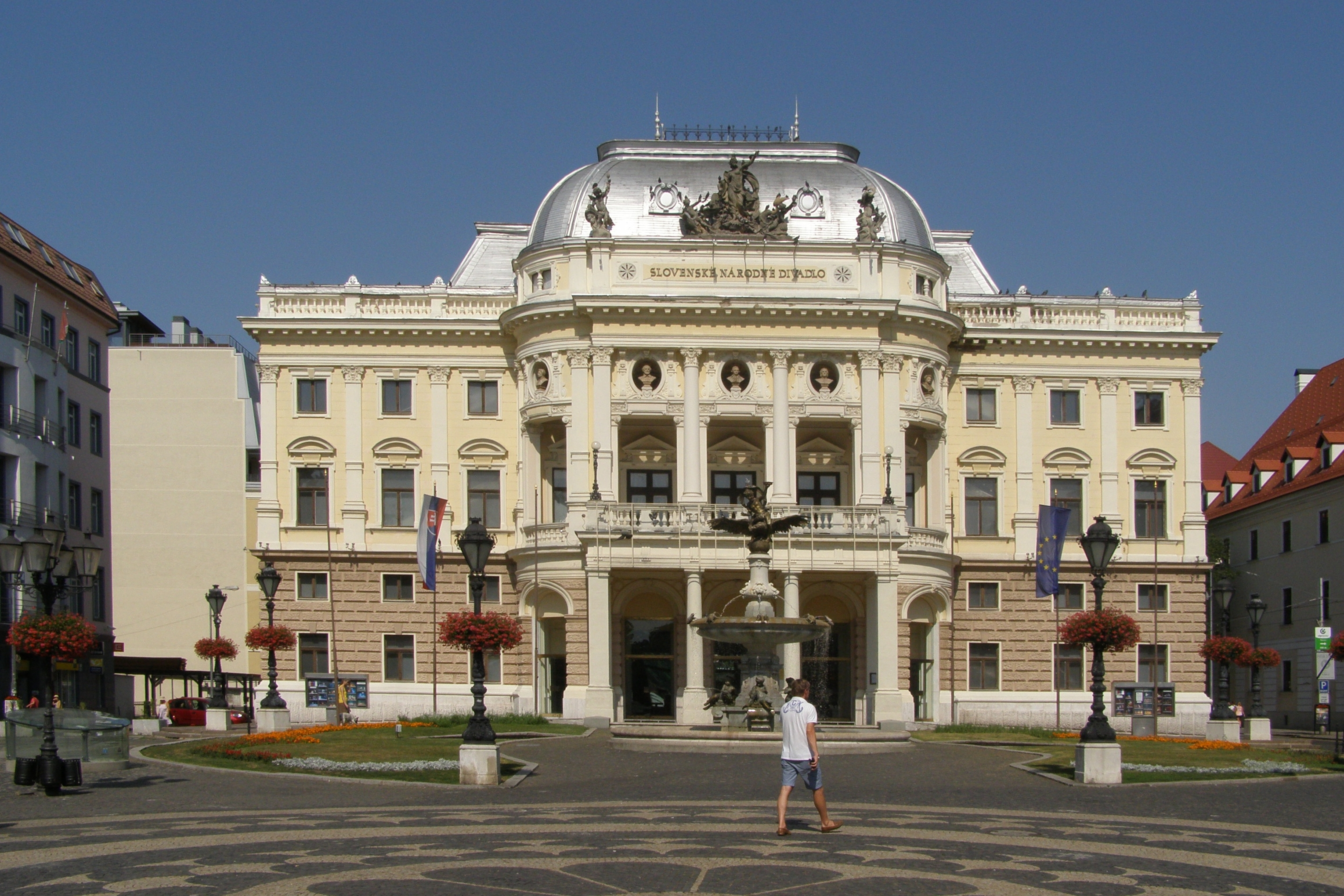
Ancien bâtiment du Théâtre national slovaque.

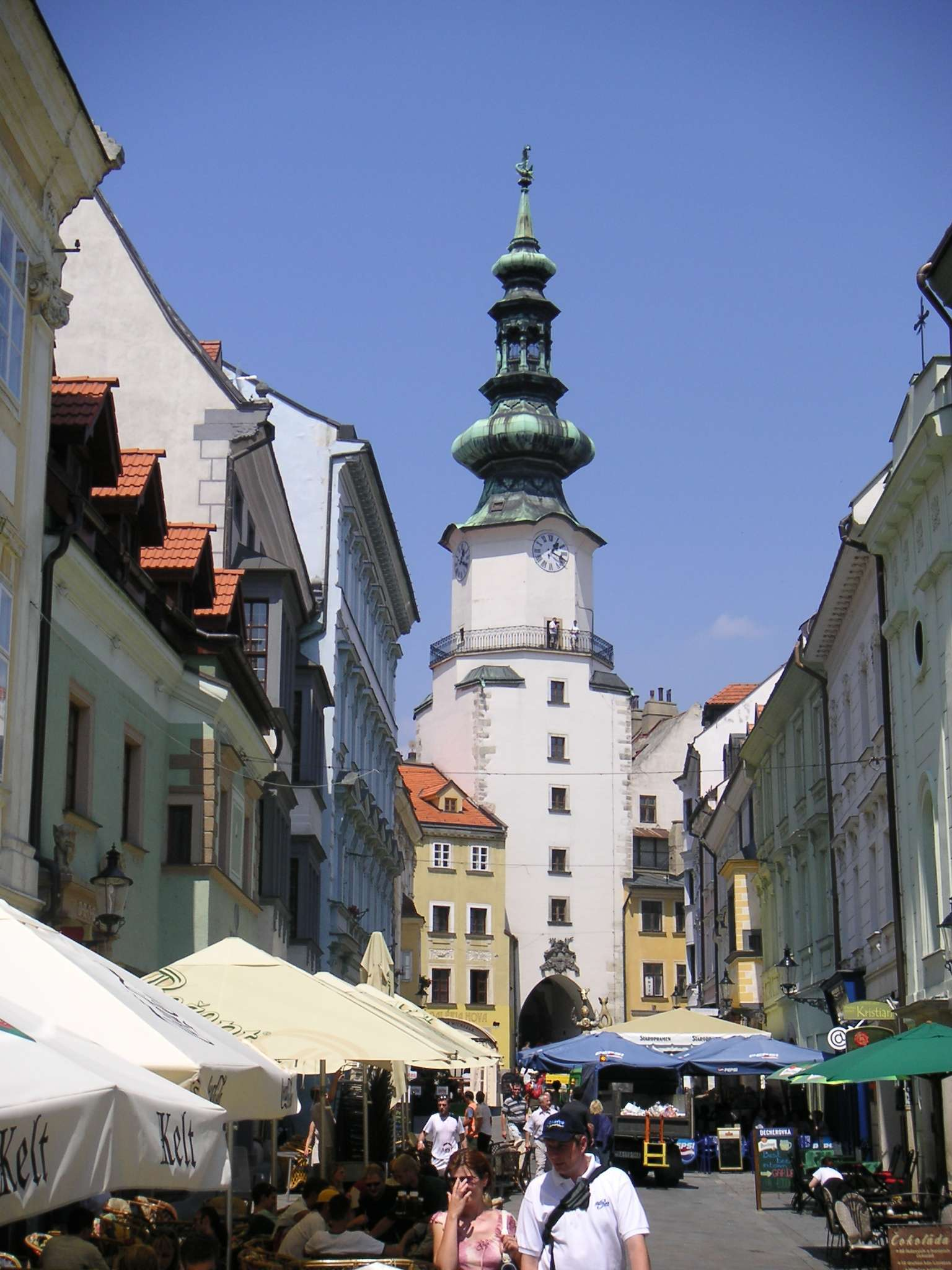
La porte de Michel.

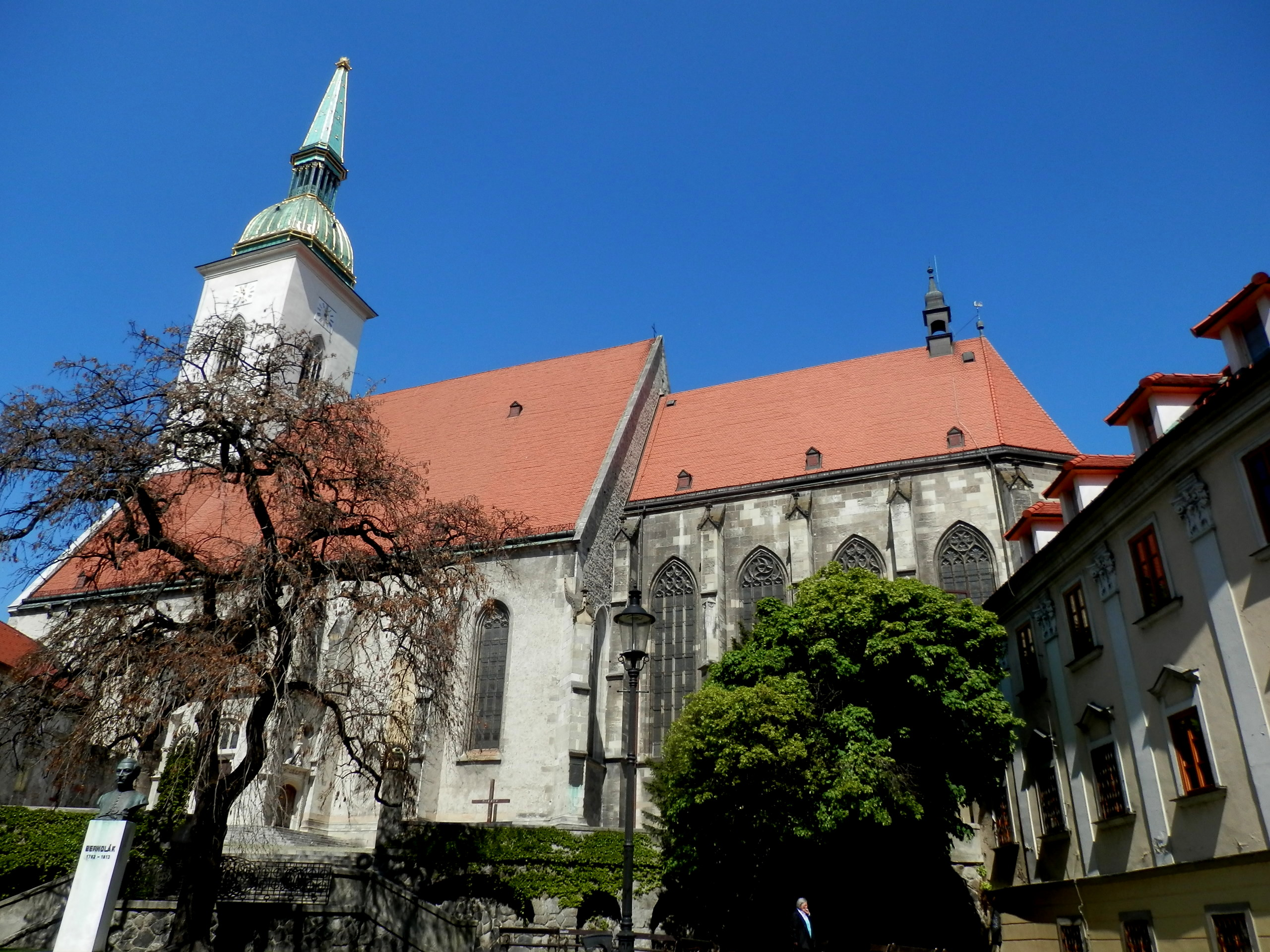
Cathédrale Saint-Martin de Bratislava.

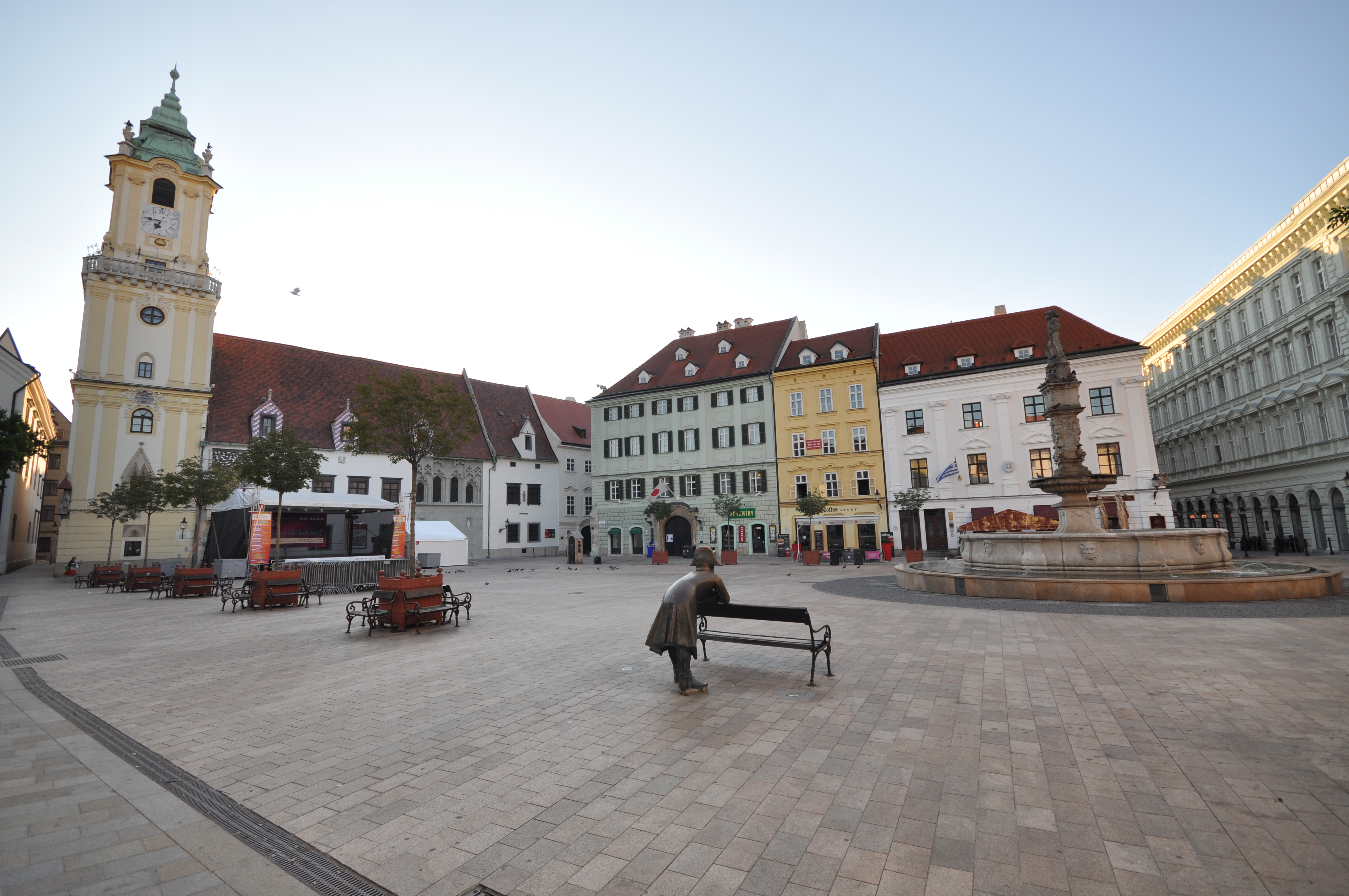
Place principale.

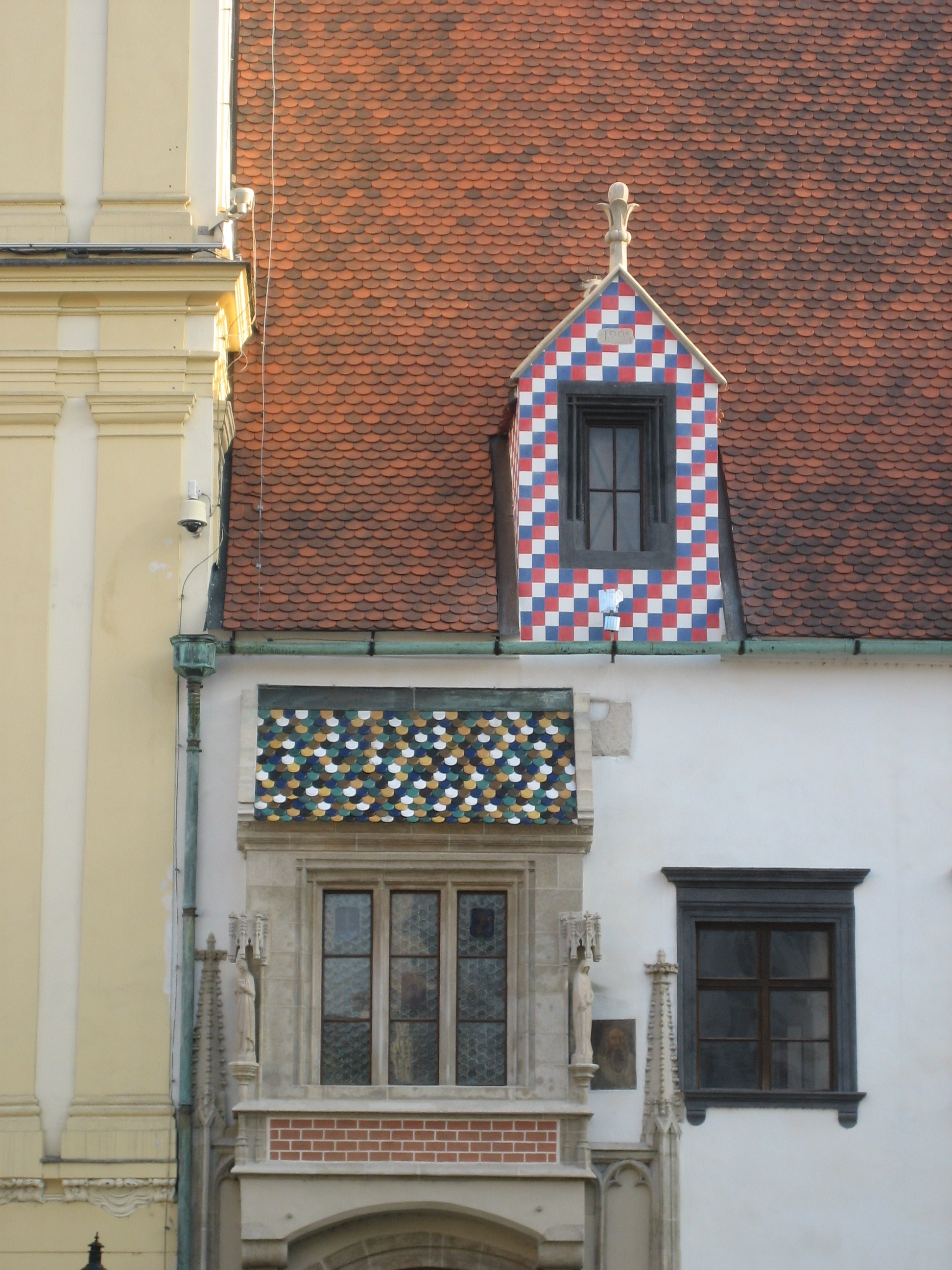
Architectures du Hlavné Námestie

Le paysage urbain de Bratislava est caractérisé par un mélange de styles avec ses tours médiévales, ses bâtiments Art nouveau ou résolument modernes. La plupart des monuments historiques sont concentrés dans la vieille ville. L’hôtel de ville de Bratislava est un ensemble de bâtiments érigés aux XIVe et XVe siècles, qui abrite aujourd’hui le musée municipal. La porte de Michel est le dernier vestige des fortifications médiévales, et à ce titre un des plus anciens bâtiments de la ville.
Le centre historique comprend également de nombreux palais baroques à l'image du palais Grassalkovitch (1760), aujourd'hui résidence du président de la République slovaque, ou du palais primatial. Ce dernier, conçu par Melchior Hefele entre 1778 et 1881 pour le cardinal József Batthyány (primat de Hongrie), servit de cadre à la signature du traité de Presbourg, consécutive à la bataille d’Austerlitz entre Napoléon et François Ier d'Autriche.
Parmi les églises majeures, il faut citer la cathédrale gothique Saint-Martin construite entre le XIIIe et le XVIe siècle, où furent couronnés près de dix-neuf rois et reines entre 1563 et 1830, l’église franciscaine du XIIIe siècle, ou encore l'église Saint-Élisabeth plus connue sous le nom d’église bleue, une superbe église de style Sécession hongroise.
Le monument majeur du XXe siècle de Bratislava est le pont Neuf sur le Danube avec son restaurant panoramique en forme de soucoupe volante.
Bratislava possède également deux châteaux. Le premier, appelé tout simplement château de Bratislava, surplombe la ville et le Danube. Plusieurs fois détruit et reconstruit, il est resté longtemps à l'abandon (entre 1811 et 1950) avant d’être reconstruit en style autrichien. Le second, lui, est complètement en ruine, il s'agit du château de Devin au-dessus de la rivière Morava qui constitue la frontière entre l'Autriche et la Slovaquie. Il a été détruit par les troupes de Napoléon en 1809 et constitue aujourd’hui encore un symbole national slovaque fort.

## Économie
Bratislava est le principal pôle économique de Slovaquie. Les investissements internationaux ont beaucoup dynamisé la capitale. Les entreprises I.T, de services, et de commerce, attirent les gens des campagnes les plus reculées.
S'y trouvent surtout représentés les services, la construction mécanique avec l'usine partagée entre Volkswagen AG et Porsche où sont assemblées les modèles haut de gamme de leurs marques et des boîtes de vitesses, et l'industrie électrotechnique ; un aéroport international (M. R. Štefánik) ; et un port fluvial. La ville est un carrefour routier et ferroviaire international important.
Le tourisme est aussi une source de revenus de la ville.
Le PIB par habitant de la région de Bratislava est de 186 % de la moyenne de l'Union européenne des 28 (UE28), la ville étant donc la première région quant au PIB de toutes les régions dans les 10 États ayant adhéré à l'Union en 2004.
Bratislava est la cinquième région de l'UE (Eurostat, données de l'an 2011). En 2013, la région de Bratislava est arrivée 6e dans le classement des régions européennes ayant les meilleurs PIB/habitant (devant la région parisienne classée 8e).

## Transport

### Transport routier
Le programme autoroutier slovaque fait de Bratislava le principal nœud autoroutier de Slovaquie. Ces autoroutes doivent à terme la relier à tous les pays voisins.
- L'autoroute  reliera Bratislava à l'Ukraine via Trnava - Trenčín - Žilina - Prešov - Košice.
- Au niveau de Žilina, l'autoroute  la connectera avec la Pologne.
- L'autoroute  relie la frontière tchèque à la frontière hongroise via Bratislava. C'est la seule autoroute dont la construction est terminée.
- L'autoroute  relie Bratislava à la frontière autrichienne toute proche. Un prolongement de cette autoroute est prévu pour créer une rocade autour de la ville.
- Une voie express, la  est également planifiée pour relier le sud de la Slovaquie à sa capitale, Bratislava.

### Transport ferroviaire

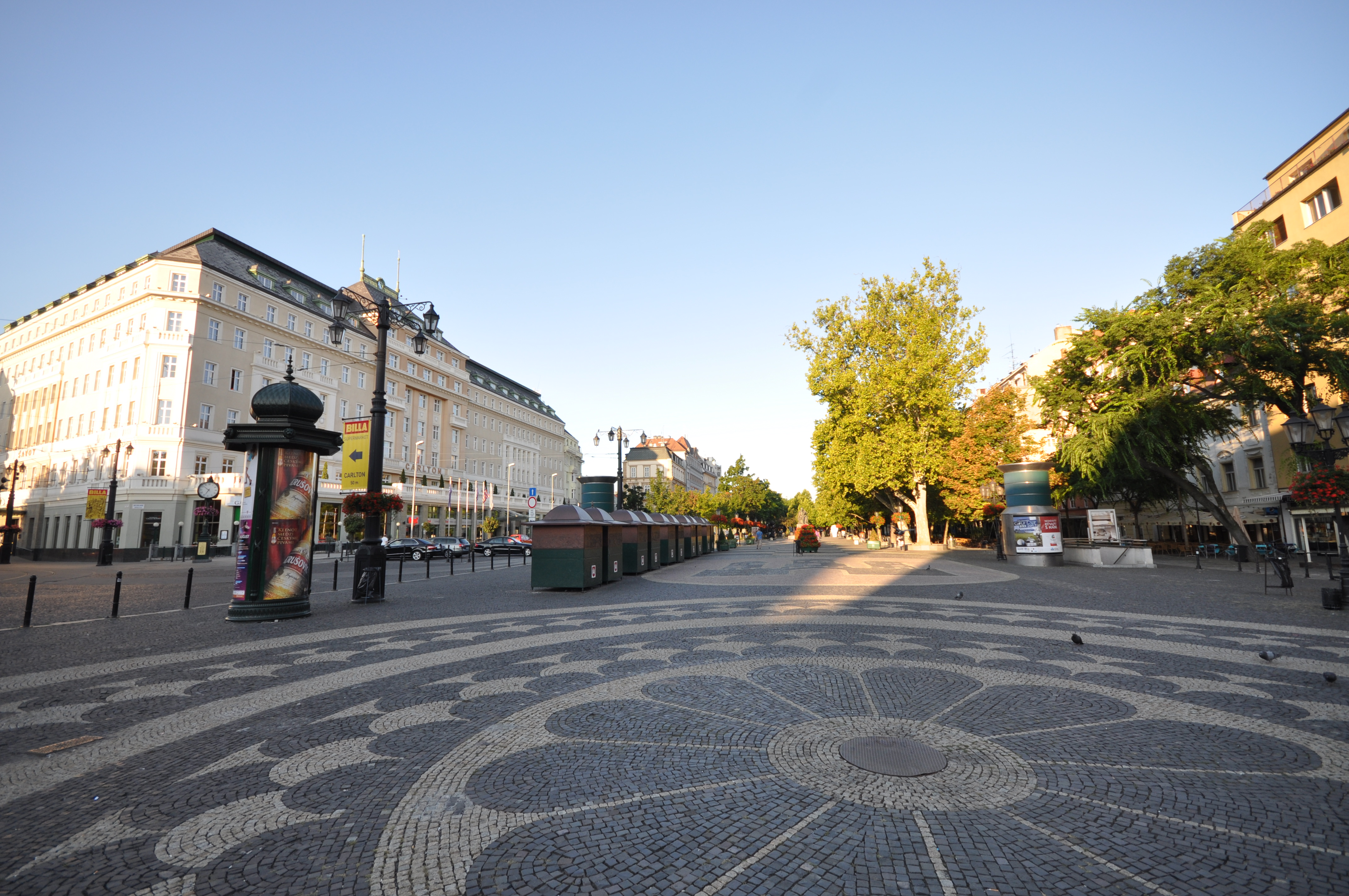
Place Hviezdoslav.

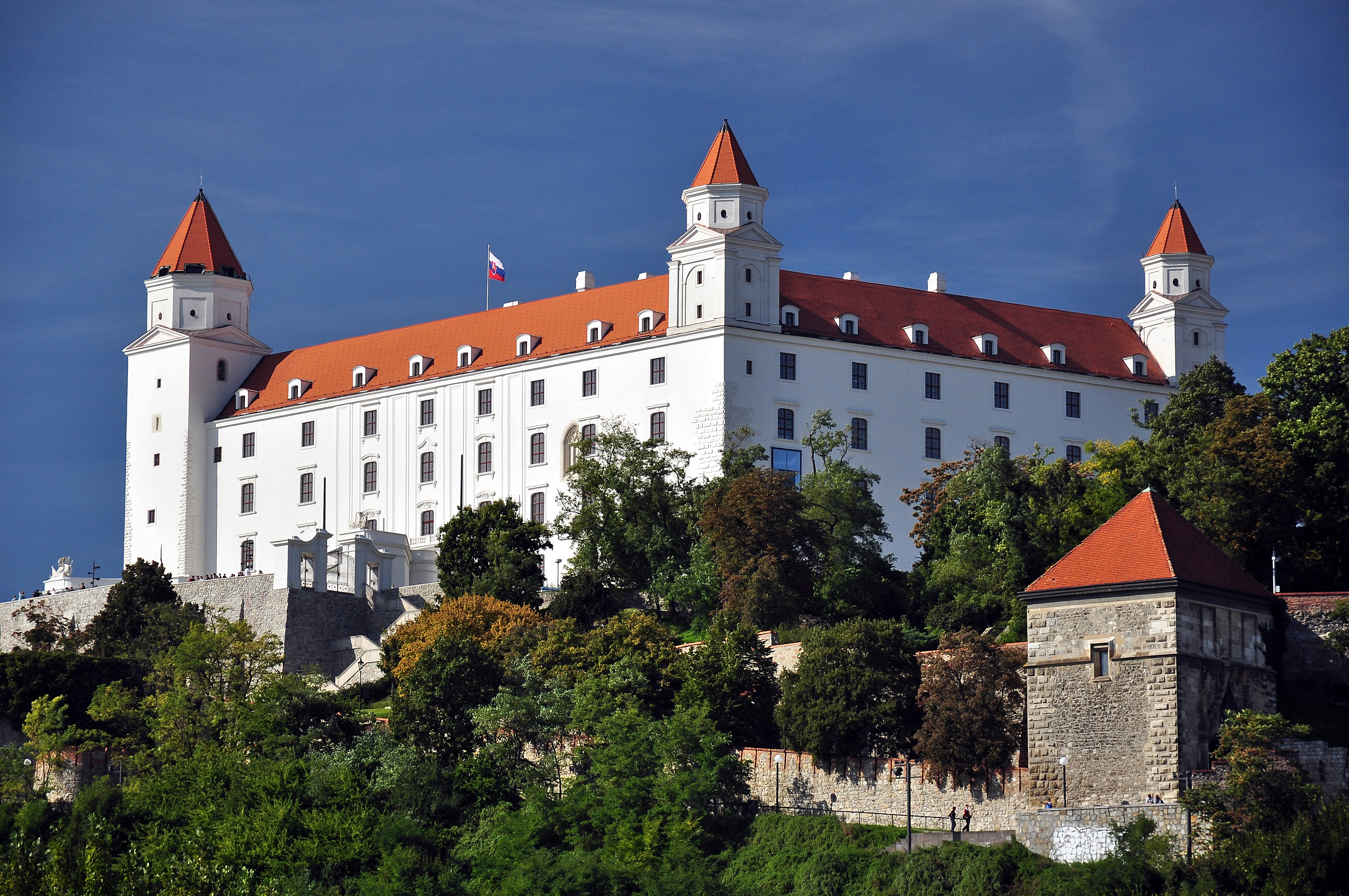
Château de Bratislava.

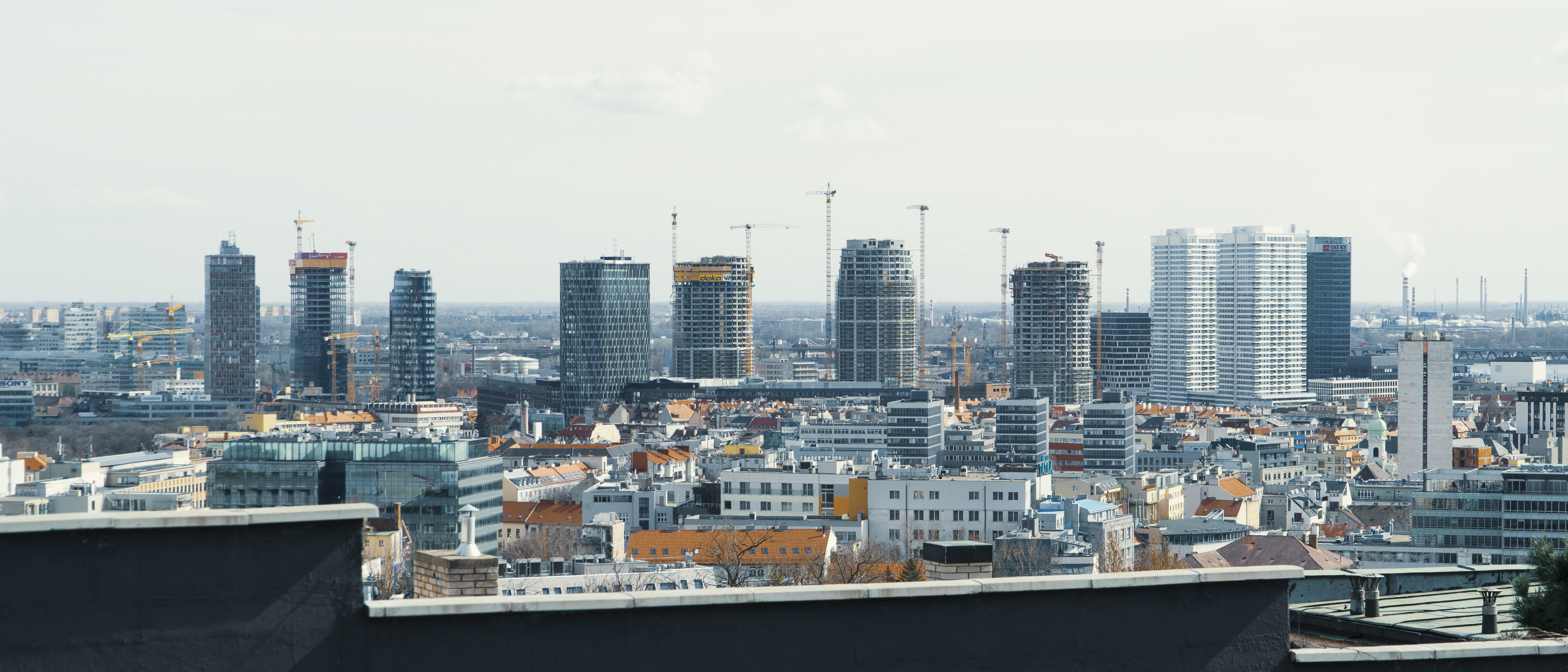
Immeuble à Mlynské Nivy.

La ville est reliée par des trains directs vers l'Autriche, la Hongrie, la Tchéquie, la Pologne, l'Allemagne et le reste de la Slovaquie. Les principales gares ferroviaires sont Bratislava hlavná stanica et Bratislava-Petržalka.

### Transport urbain
Le transport public à Bratislava est organisé par Dopravný podnik Bratislava, une société publique détenue par la ville. Il est appelé Mestská hromadná doprava (MHD, Transport en Commun Urbain) et est doté d'un réseau de trams, de trolleybus et de bus, principalement de marques TEDOM et SOR. Un service de transport intégré relie les transports urbains avec les lignes de bus et de trains périurbains.

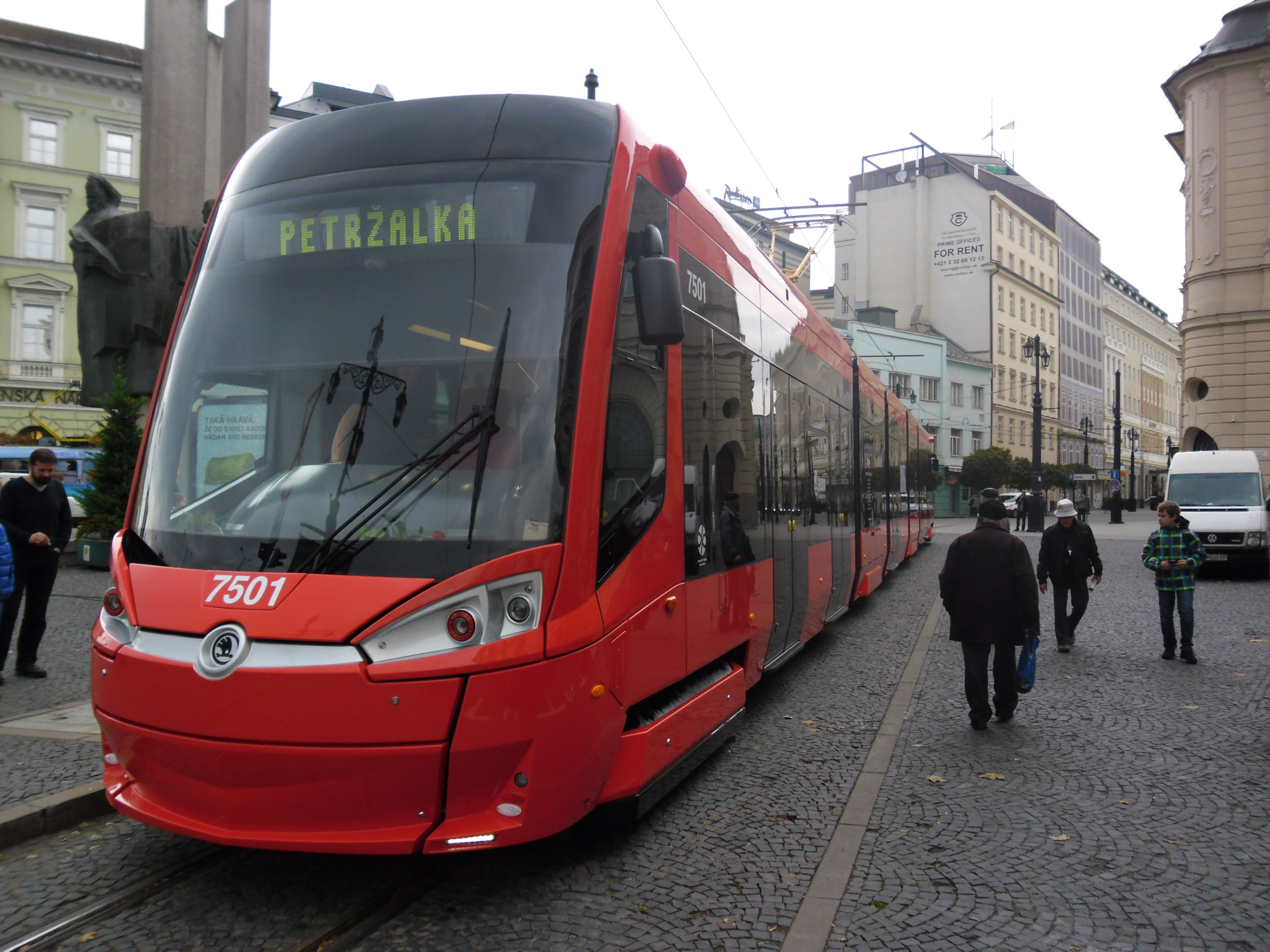
Tramway de Bratislava.
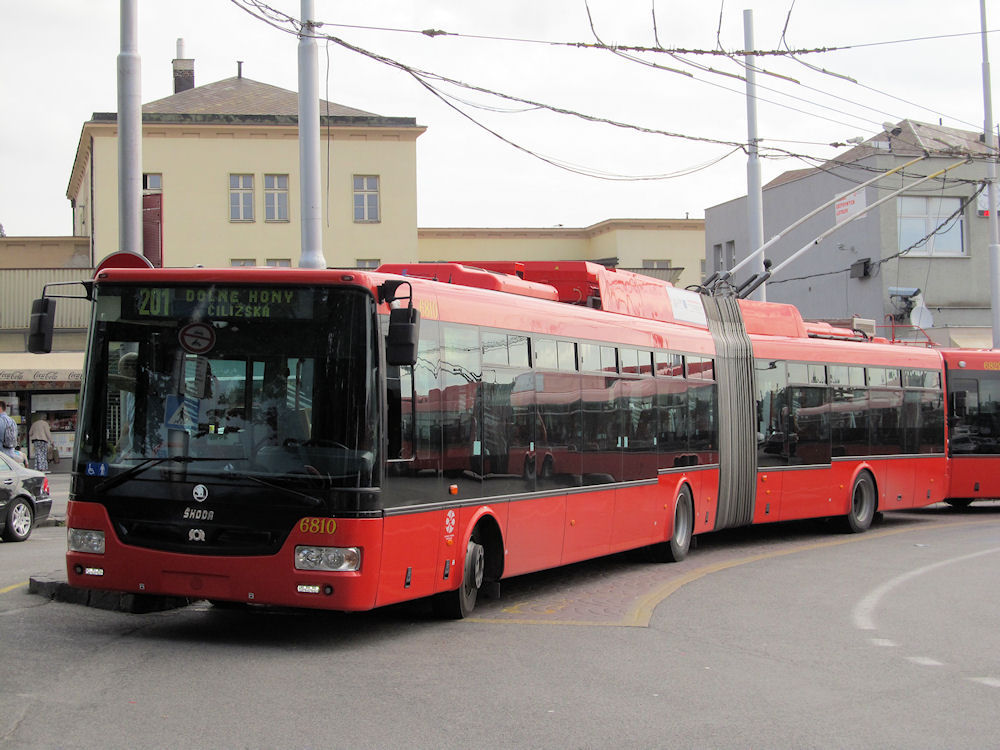
Trolleybus de Bratislava.

### Transport aérien

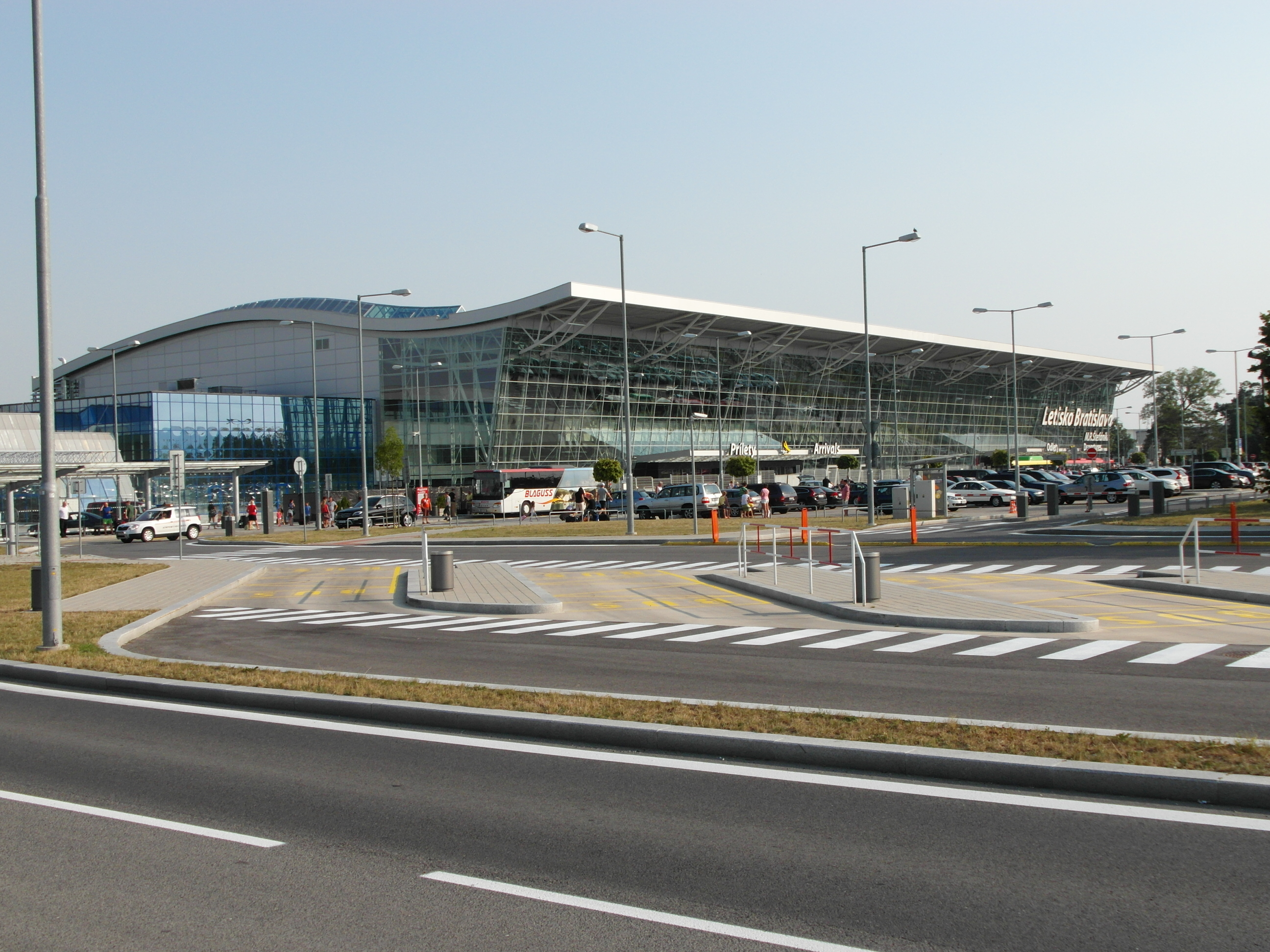
Aéroport M. R. Štefánik.
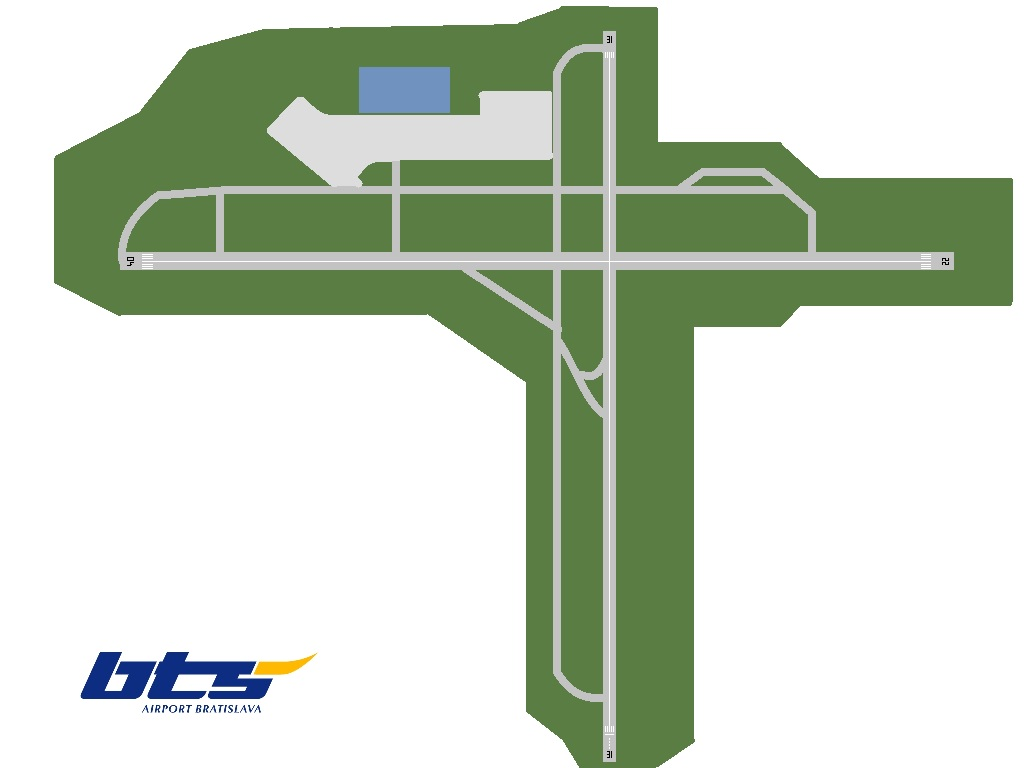
Schéma des pistes de l'aéroport.

### Transport fluvial
La ville est traversée par le Danube. Un port fluvial a été établi à l'est du centre-ville ancien.

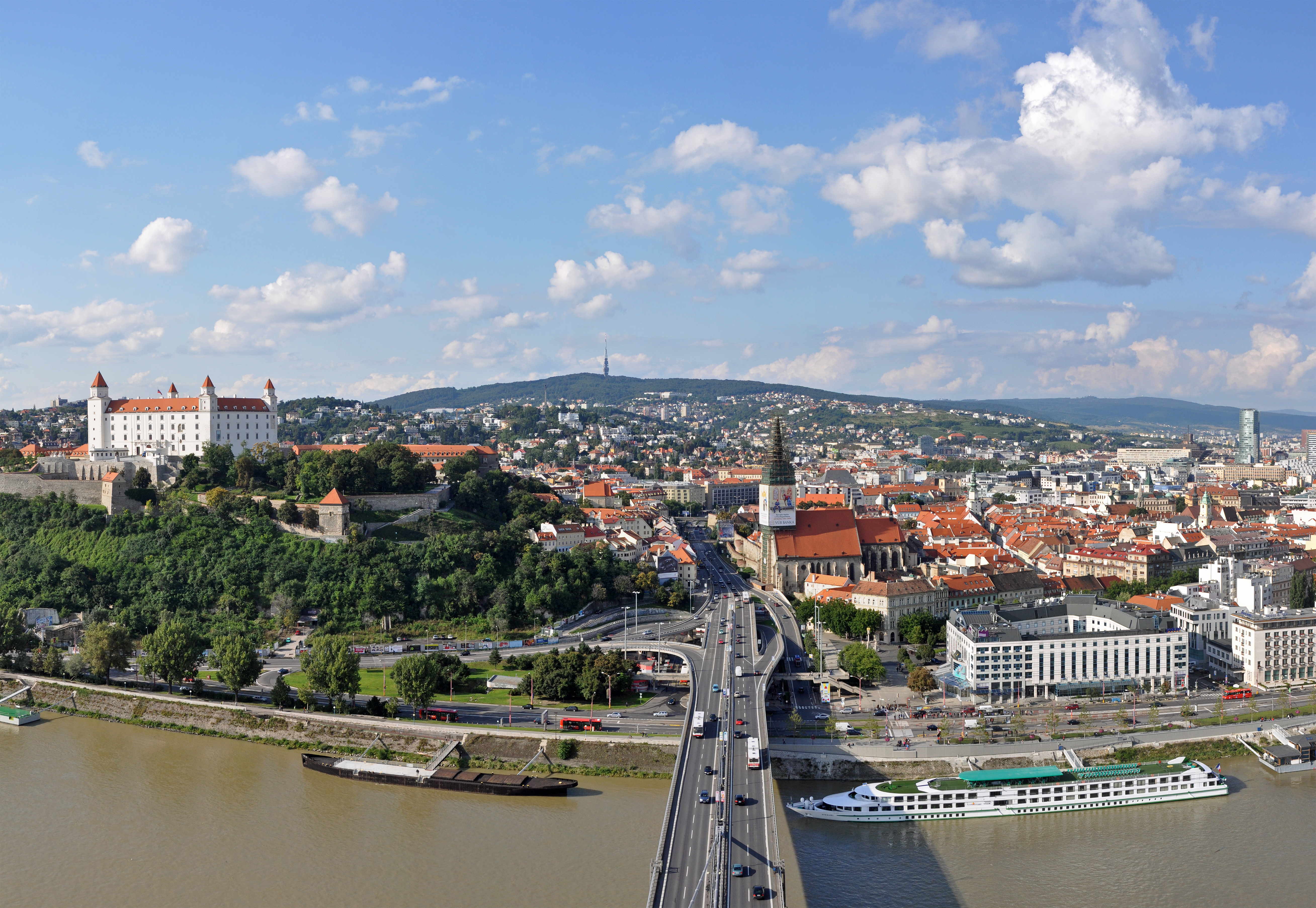
Le Danube à Bratislava.
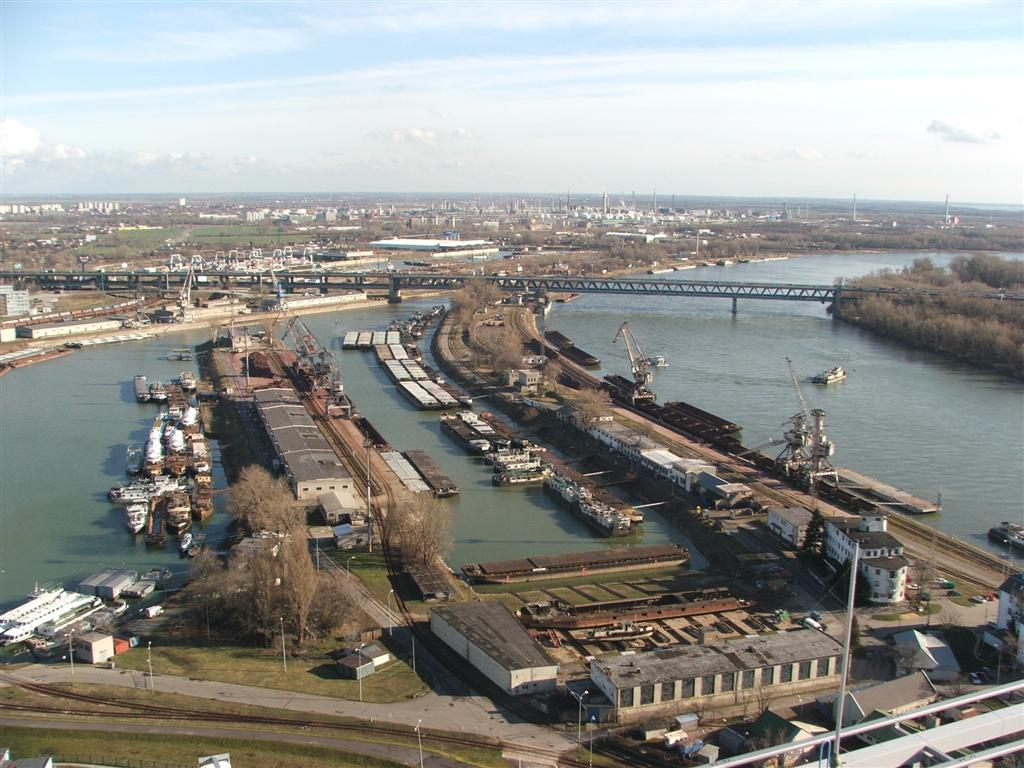
Port de Bratislava.

## Sport
Bratislava possède une longue tradition de clubs et de sportifs représentés dans les compétitions slovaques et internationales.
Bratislava possède de bonnes infrastructures pour les sports d’hiver, avec trois domaines : le Zimný štadión Ondreja Nepelu (patinoire de dix mille places), le stade Vladimír Dzurilla et le Dúbravka Stadium.
L'équipe de hockey sur glace du HC Slovan Bratislava représente la ville en KHL depuis la saison 2012/2013. C’est l’un des clubs slovaque les plus titrés avec 12 victoires en Championnat de Slovaquie et 1 victoire en Coupe continentale.
Pour le football, Bratislava est actuellement représentée par un club en première division, la Corgoň Liga. Le Slovan Bratislava, fondé en 1919, qui évolue au Tehelné pole. Le Slovan est le club de football le plus titré de l'histoire slovaque, c’est notamment le seul club de Tchécoslovaquie à avoir remporté la Coupe d'Europe des Vainqueurs de Coupe en 1969.
La ville est également représentée dans les divisions inférieures par l’Inter Bratislava et le FC Artmedia Petržalka.
Le centre de sports nautiques Čunovo, situé à proximité du barrage de Gabcikovo, accueille des parcours de slalom en eau vive et une zone de rafting. Il accueille de nombreuses compétitions nationales et internationales dans les différentes disciplines du canoë-kayak.
Avec la ville slovaque de Košice, Bratislava a accueilli le championnat du monde de hockey sur glace en 2011 et 2019.

## Éducation
- Universitas Istropolitana
- Université Comenius
- Université d'économie
- Université technique slovaque

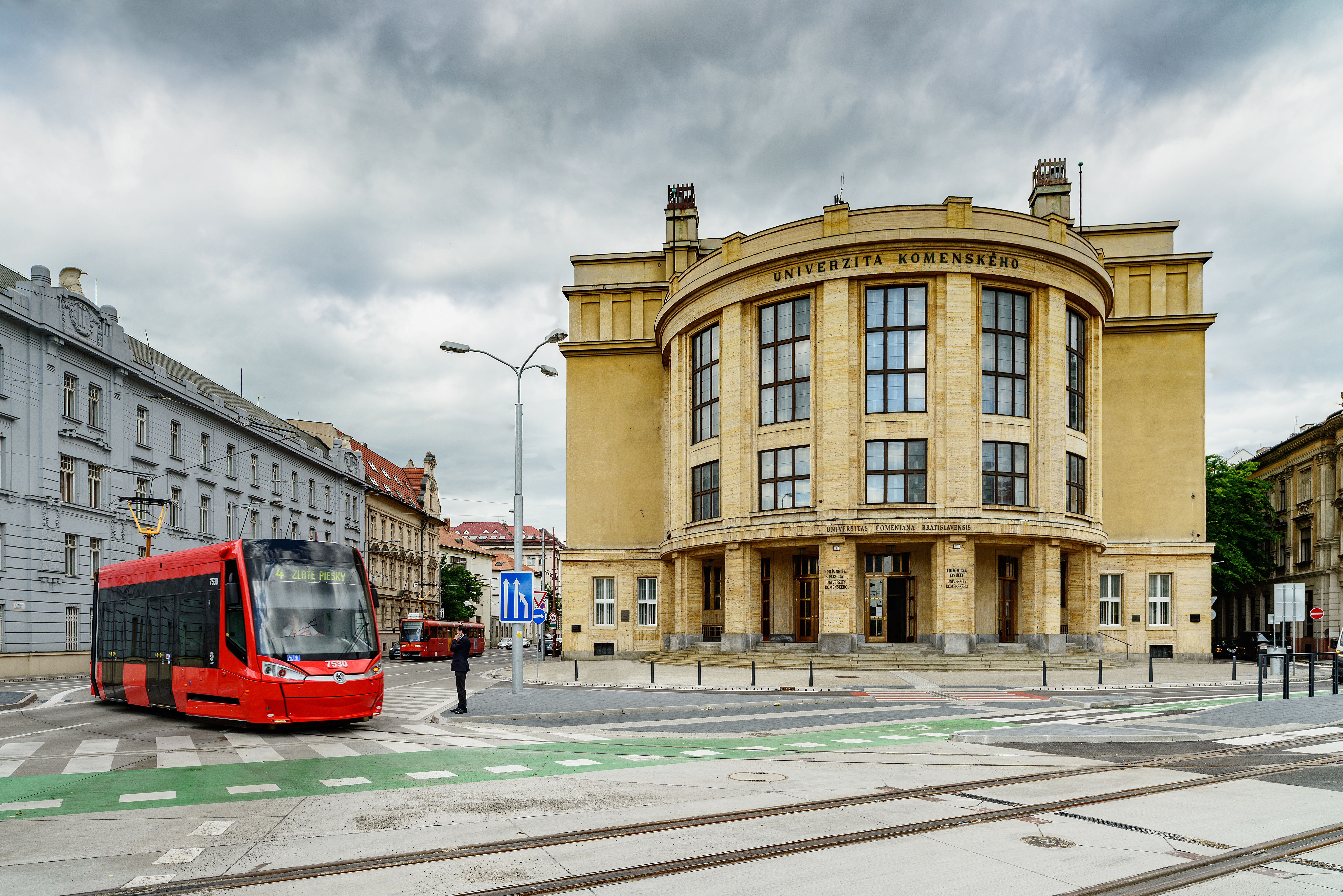
Université Comenius.

- École supérieure paneuropéenne (ex-École supérieure du droit de Bratislava)
- Conservatoire de Bratislava

## Personnalités liées à la ville

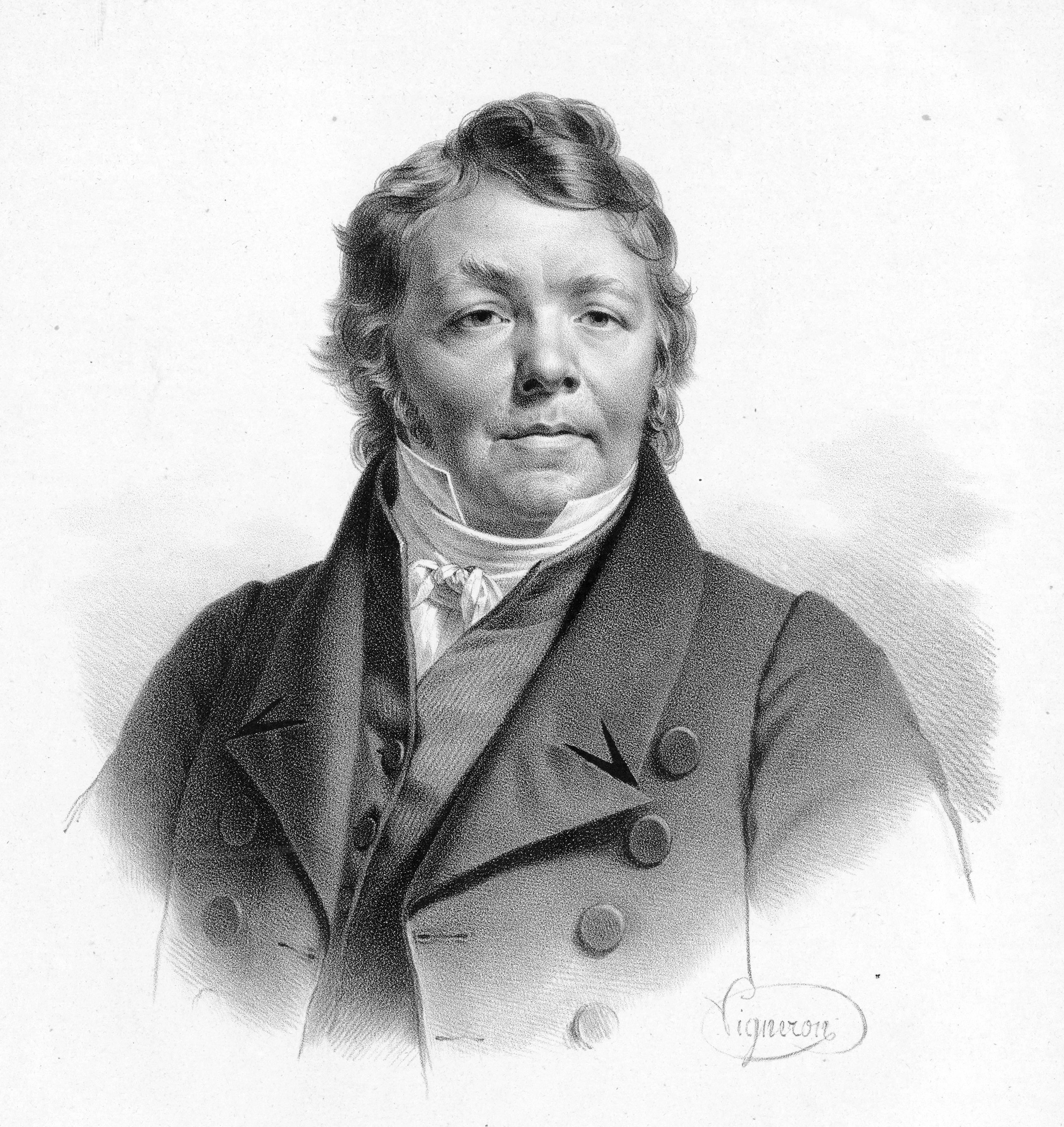
Johann Nepomuk Hummel.
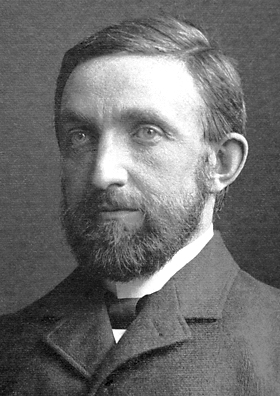
Philipp Lenard.
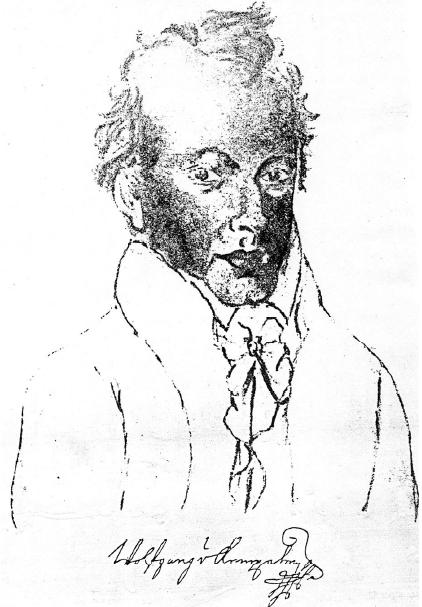
Johann Wolfgang von Kempelen.
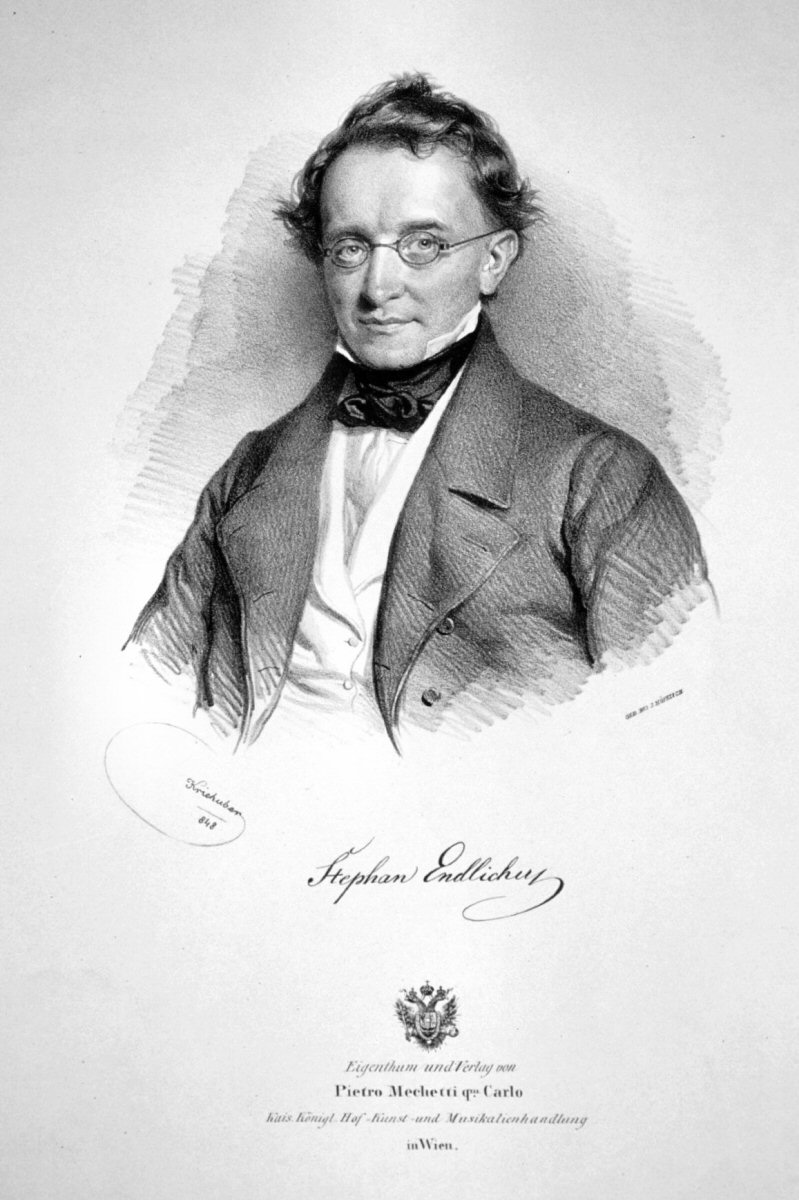
Stephan Ladislaus Endlicher.
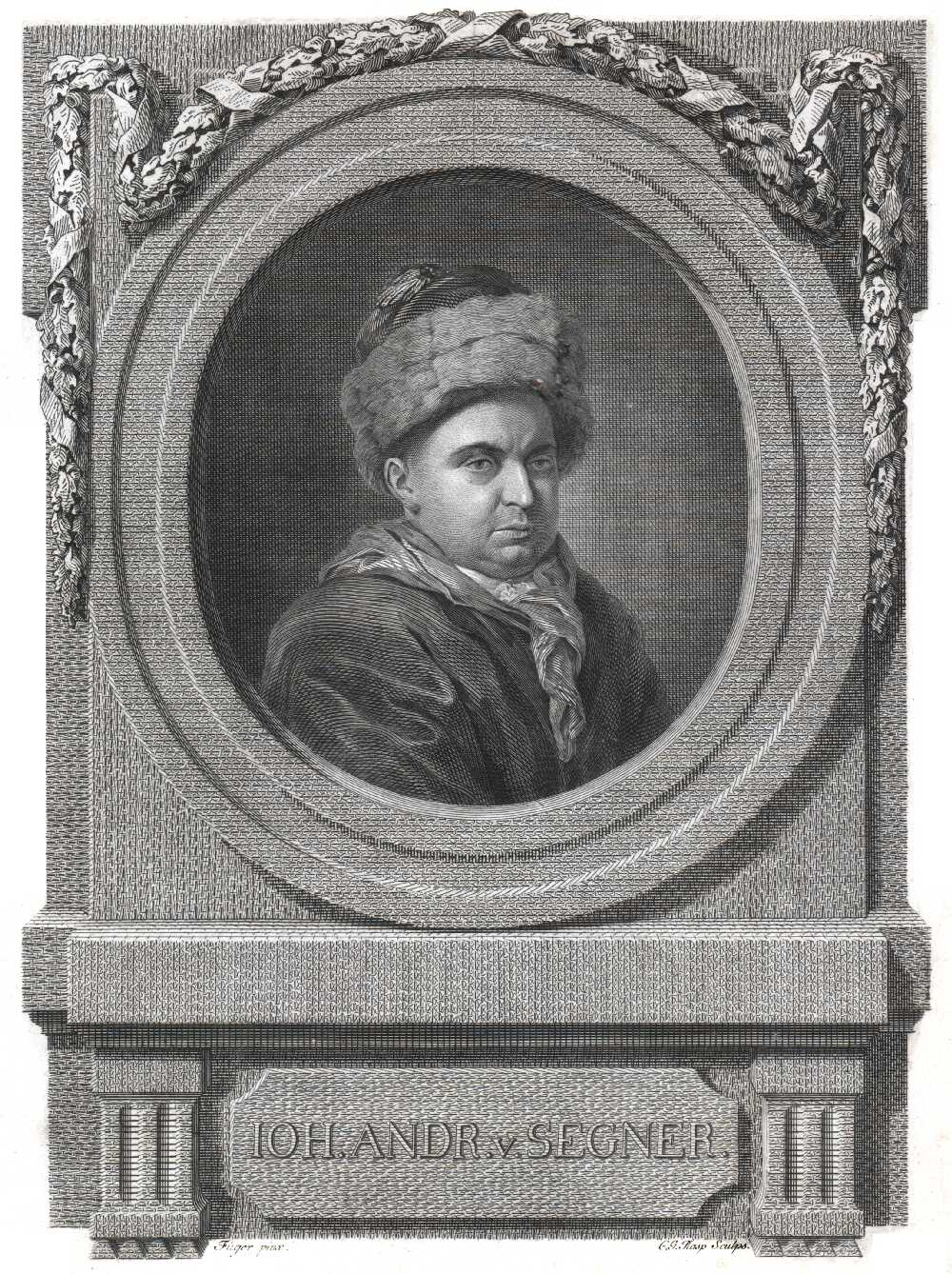
Johann Andreas Segner.

- Paul Juvenel (1579-1643), peintre baroque, mort à Bratislava
- Alexander Dubček.
- Albert Cohn, philanthrope juif né dans la ville en 1814.
- Certains généalogistes citent Bratislava comme origine possible de la dynastie Bach
- Nicaise Ellebaudt médecin, philosophe, philologue et poète flamand, né à Cassel en 1535, décédé en juin 1577 à Bratislava en soignant des pestiférés.
- Johann Sigismund Kusser.
- Johann Andreas Segner.
- Adam Friedrich Oeser.
- Johann Nepomuk Hummel.
- Viktor Tilgner.
- Général Štefánik.
- Jan Vilcek, immunologiste né à Bratislava en 1933.
- Jaroslav Halak, joueur de hockey des Islanders de New-York.
- Herta Däubler-Gmelin, femme politique allemande du SPD née dans ville en 1943.
- Ján Čarnogurský, né en 1944 à Bratislava, avocat et homme politique slovaque.
- Maroš Šefčovič, vice-président de la commission Barroso II et homme politique slovaque.
- Martin Kližan, joueur de tennis professionnel né à Bratislava en 1989.
- Peter Šťastný, ex-joueur de hockey qui évoluait pour les Nordiques de Québec.
- Anton Šťastný, ex-joueur de hockey qui évoluait pour les Nordiques de Québec.
- Alexander Vencel, ex-joueur de football qui évoluait au poste de gardien de but.
- Egon Krák, musicien et musicologue.
- Peter Machajdík, compositeur et musicien né à Bratislava en 1961.
- Jarmila Gajdošová, joueuse de tennis professionnelle et athlète olympique née à Bratislava en 1987.
- Hatam Sofer (1762-1839), le fondateur de la Yechiva de Pressburg
- Hana Hegerová (1931-2021), chanteuse et actrice tchèque et slovaque.
- Julius Bartfay (1888-1979), Sculpteur.

## Jumelages
Bratislava a tissé des liens avec de nombreuses villes à travers le monde, :
| Ville | Ville                  | Pays | Pays       | Période                  |
| ----- | ---------------------- | ---- | ---------- | ------------------------ |
|       | Alexandrie,            |      | Égypte     | depuis 1974              |
|       | Brno,                  |      | Tchéquie   | depuis 2008              |
|       | Brême,                 |      | Allemagne  | depuis 1989              |
|       | Cleveland,             |      | États-Unis | depuis 1990              |
|       | Cracovie,              |      | Pologne    | depuis le 3 octobre 1974 |
|       | Dublin,                |      | Irlande    | depuis 2005              |
|       | Erevan,                |      | Arménie    | depuis le 28 avril 2000  |
|       | Hô Chi Minh-Ville,     |      | Viêt Nam   | depuis 1984              |
|       | Jérusalem,             |      | Israël     | depuis 1995              |
|       | Kiev,                  |      | Ukraine    | depuis le 3 avril 1969   |
|       | Larnaca,               |      | Chypre     | depuis le 7 janvier 1989 |
|       | Ljubljana              |      | Slovénie   | depuis le 4 mars 1967    |
|       | Lárnaca (municipalité) |      | Chypre     | depuis le 7 janvier 1989 |
|       | Maribor,               |      | Slovénie   | depuis 1992              |
|       | Moscou,                |      | Russie     | depuis 1999              |
|       | Namur,                 |      | Belgique   | depuis 1992              |
|       | Noci                   |      | Italie     |                          |
|       | Parme                  |      | Italie     |                          |
|       | Portland,              |      | États-Unis | depuis 1992              |
|       | Prague                 |      | Tchéquie   |                          |
|       | Pérouse,               |      | Italie     | depuis 1962              |
|       | Rotterdam              |      | Pays-Bas   | depuis 1993              |
|       | Roussé,                |      | Bulgarie   | depuis 1971              |
|       | Sofia                  |      | Bulgarie   |                          |
|       | Székesfehérvár,        |      | Hongrie    | depuis 1989              |
|       | Thessalonique,         |      | Grèce      | depuis le 23 avril 1986  |
|       | Turku,                 |      | Finlande   | depuis 1976              |
|       | Ulm                    |      | Allemagne  | depuis 2003              |
|       | Vienne                 |      | Autriche   | depuis 1999              |
|       | Vilnius                |      | Lituanie   |                          |